# Изборск
Избо́рск (в разг. речи также употребляется название Старый Изборск — для отличия от деревни Новый Изборск; исторические названия: Избореск, Сбореск, Сборск, Сборц, Изборк, Изборьско, Изборовьск, Избореск, Изборско; эст. Irboska — И́рбоска) — деревня в Печорском районе Псковской области России, один из древнейших русских городов, упоминаемый начальным летописцем как центр кривичского населения вместе со Смоленском и Полоцком.
С 2005 года по 2015 год деревня являлась административным центром сельского поселения «Изборская волость». В настоящее время входит в состав городского поселения «Печоры».

## География

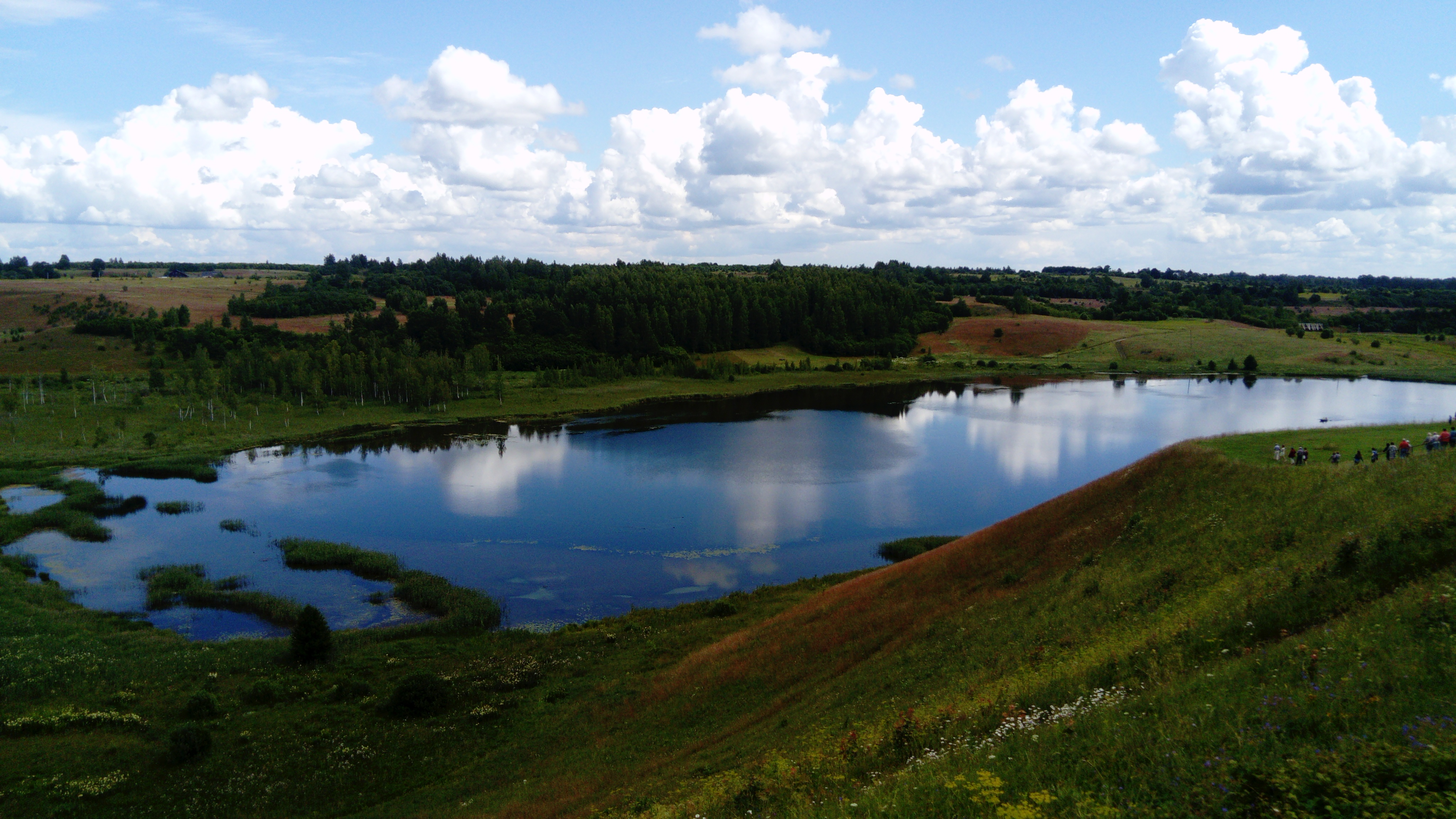
Городищенское озеро в июле

Деревня расположена в Печорском районе, в 30 км к западу от Пскова.

## История
Согласно книжной легенде XVII века, Изборск был основан Словеном, сыном Гостомысла, давшим ему имя в честь своего сына Избора
На Изборском (Труворовом) городище, как и в других местах на северо-западе Руси (Пскове, Камно, Рыуге, Ладоге) в VIII—IX веках получили распространение литейные формочки из известняка в результате возрождения моды на подобные украшения, выработанные в пражской культуре ранних славян на рубеже VI—VII веков.
После сильного пожара Изборск в первой половине X века из племенного центра становится раннесредневековым городом с двухчастной структурой — мысовая часть городища становится княжеско-дружинным детинцем, обнесённым по периметру мощной стеной из дубовых брёвен с воротами, в котором найдены только предметы быта, оружие и украшения. Ремесленники же жили в окольном городе (посаде), защищённом с напольной стороны дугообразным валом из глины, каменной стеной на его гребне и рвом.
На могильнике «Усть-Смолка», который расположен на территории Государственного музея-заповедника «Изборск», в верхнем пахотном слое найдено несколько фрагментов лепной и гончарной керамики X—XI веков и погребение дружинника, жившего в XI веке.
Впервые Изборск упомянут в летописи под 862 годом в связи с призванием варягов. Изборск достался Трувору (младшему брату Рюрика), который княжил здесь два года. Как на памятник от времени Трувора до сих пор указывают на курган «Труворова могила». Екатерина II сочинила медаль с изображением кургана, с надписью «До днесь памятен» и с подписью внизу: «Трувор скончался в Изборске, 864 г.».

Первое письменное упоминание датируется 862 годом. В «Повести временных лет» записано: 
… старѣишии Рюрикъ сѣде Новѣгородѣ · а другии Синеѹсъ на Бѣлѣѡзерѣ · а третии Изборьстѣ · Труворъ …
При княгине Ольге (945—960) Изборск стал пригородом Пскова. С X по XIII века о нём нет известий. Известия о городе становятся частыми с 1233 в связи с нападениями немецких рыцарей. Войны с орденом продолжаются около трёх столетий, до начала XVI века. Частые осады и пожары, сопровождавшие нападения рыцарей, стали причиной переноса крепости на новое место.
В 1330 году Изборск был построен на новом месте посадником Селогой вместе с псковичами и изборянами на Жеравьей горе, и с того времени до XV века новая крепость выдержала восемь осад. Борьбой с крестоносцами Изборск заслужил славу оплота Псковской и Новгородской республик, даже враги называли его «железным городом».
В 1510 Изборск вместе с Псковом присоединён к Русскому государству. Во время осады Пскова (1581) Изборск был занят Речью Посполитой, однако по Ям-Запольскому миру (1582) возвращён Москве.
В 1565 году, когда царь Иван Грозный разделил Русское государство на опричнину и земщину, город вошёл в состав последней.
В 1708 году Изборск был приписан к Ингерманландской губернии (в 1710 переименована в Санкт-Петербургскую губернию). С 1719 года — уездный город Псковской провинции Санкт-Петербургской губернии, с 1777 — заштатный безуездный город Псковской губернии.
В 1920 по Тартускому мирному договору между РСФСР и Эстонской Республикой Изборск перешёл к Эстонии, стал частью уезда Петсеримаа (эст. Petserimaa) и административным центром волости Ирбоска (она же Изборская волость, эст. Irboska vald), преобразованной в 1939 году в волость Линнузе (эст. Linnuse vald). После присоединения Эстонии к СССР в 1940 году посёлок оставался в пределах административных границ Эстонской ССР.
С августа 1941 по август 1944 года был оккупирован нацистской Германией (административно подчинялся Рейхскомиссариату Остланд).
В январе 1945 вместе с остальной территорией Печорского района был передан Псковской области РСФСР.
В 1966 году в Изборске снимался фильм «Андрей Рублёв».
В настоящее время — туристический центр. Государственный историко-культурный и природно-ландшафтный музей-заповедник (с 1996 года).

## Население
| 2001 | 2002 | 2008 | 2010 | 2011 |
| ---- | ---- | ---- | ---- | ---- |
| 703  | ↗708 | ↘605 | ↗609 | ↗789 |

## Архитектура и достопримечательности

### Изборская крепость

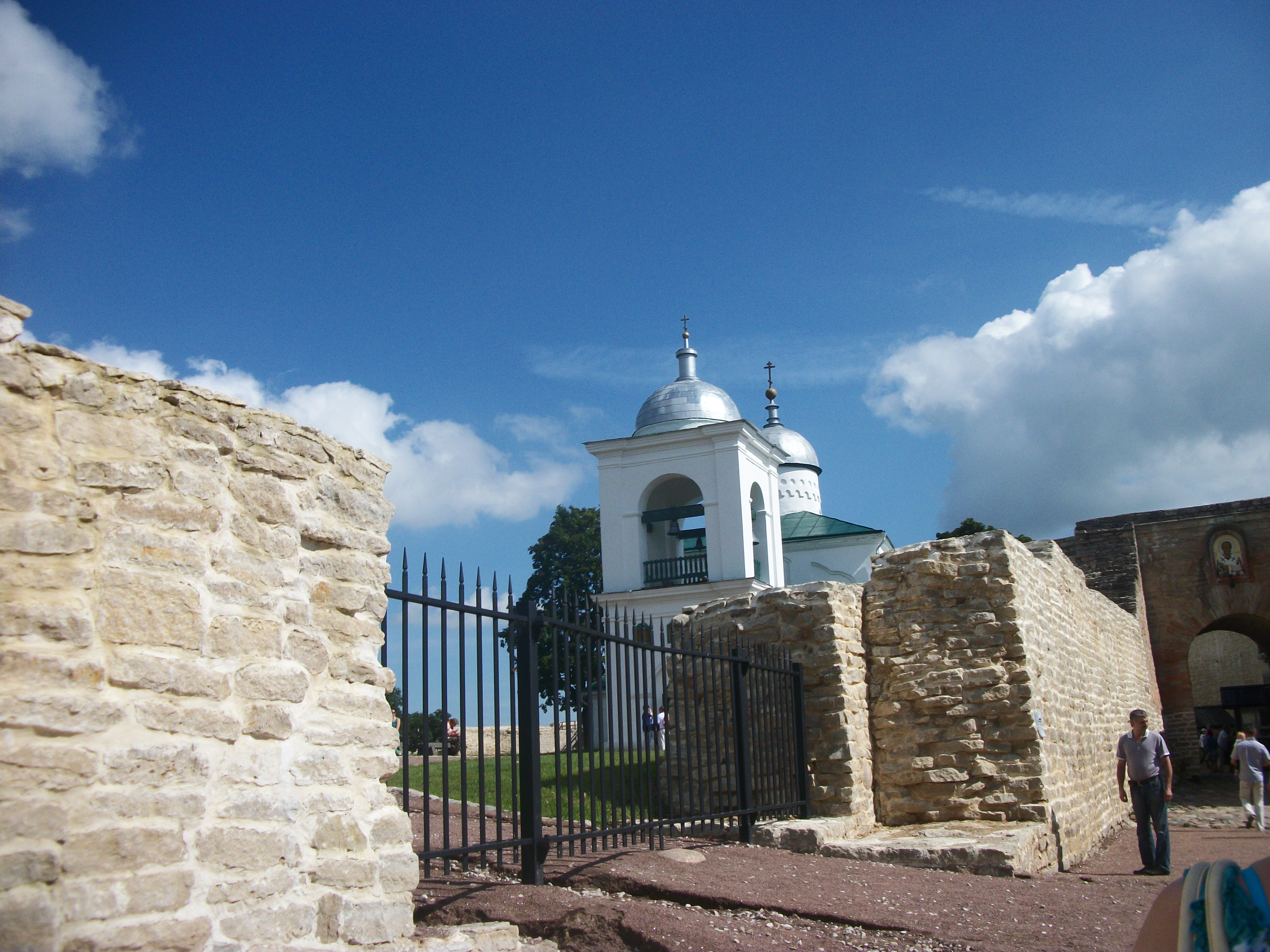
Никольский собор

Изборская крепость XIV века, расположена на Жеравьей горе. Является одной из древних хорошо сохранившихся крепостей на северо-западе России. Площадь территории, огороженной крепостными стенами, составляет 2,4 га, общая протяжённость каменных стен — 850 метров, толщина стен до 3 метров. Ансамбль Изборской крепости включает башни: Колокольная, Луковка, Талавская (Плоскушка), Вышка, Рябиновка, Темнушка. Реконструированы крепостные стены, На башне Луковке устроена смотровая площадка.

С 1962 года начались реставрационные и консервационные работы по проекту и под руководством архитектора Ю. В. Сусленникова. 

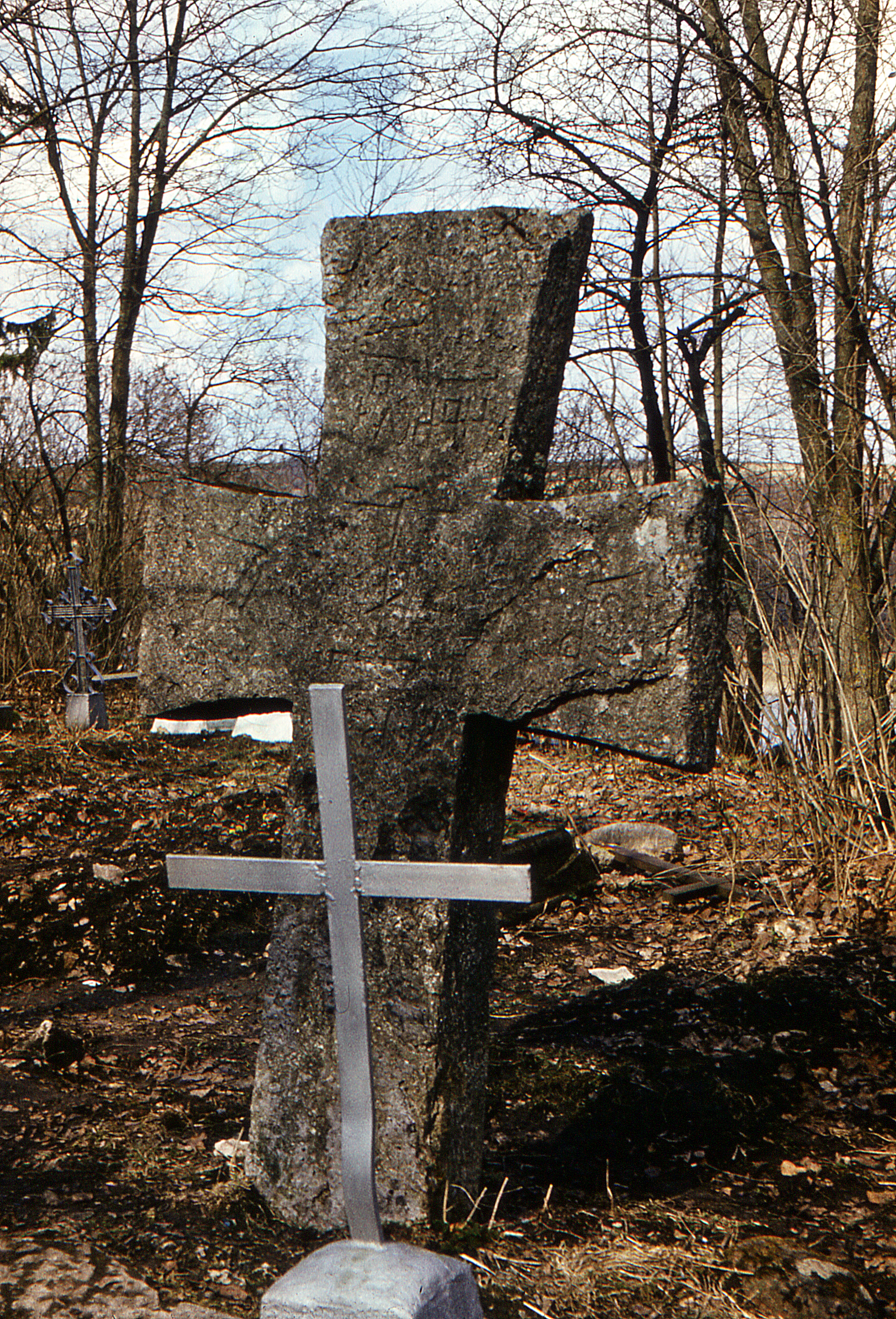
Труворов крест на Городищенском кладбище

К празднованию 1150-летнего юбилея Изборска выполнены крупномасштабные реставрационные работы: отреставрированы крепостные стены, все башни, боевой ход на восточном прясле, зелейный погреб в башне Луковка, тайный лаз к воде. Все отреставрированные объекты доступны для посещения. 

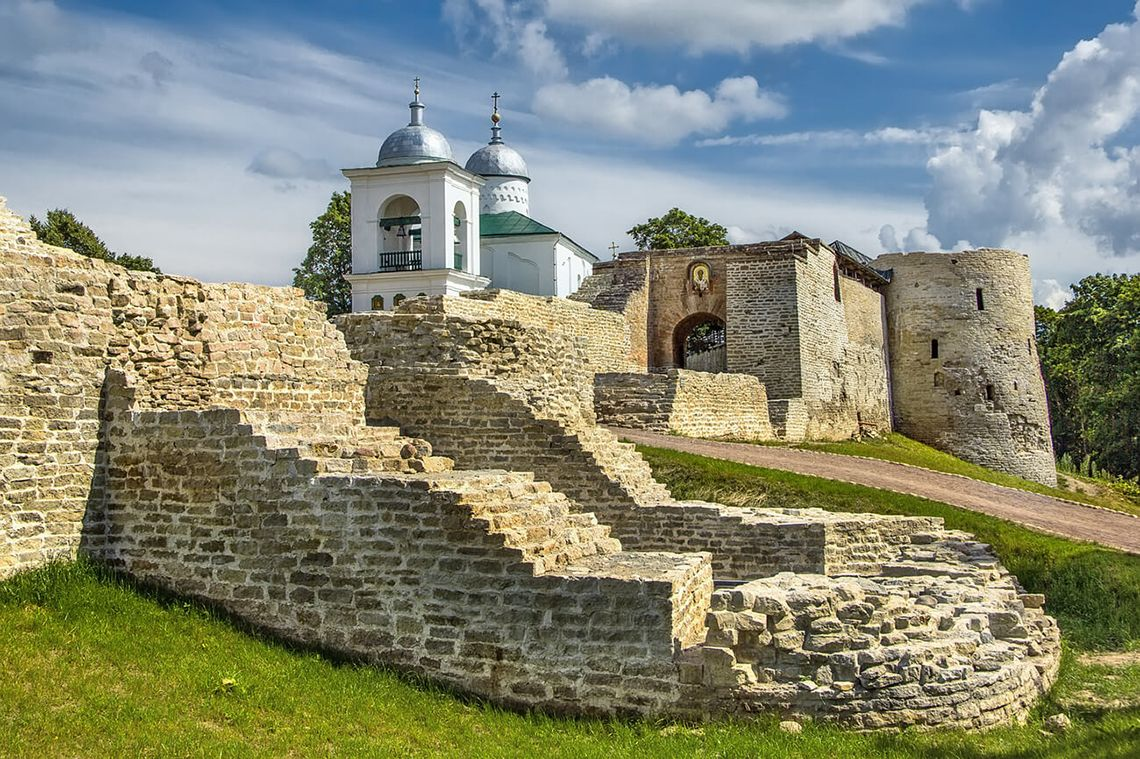
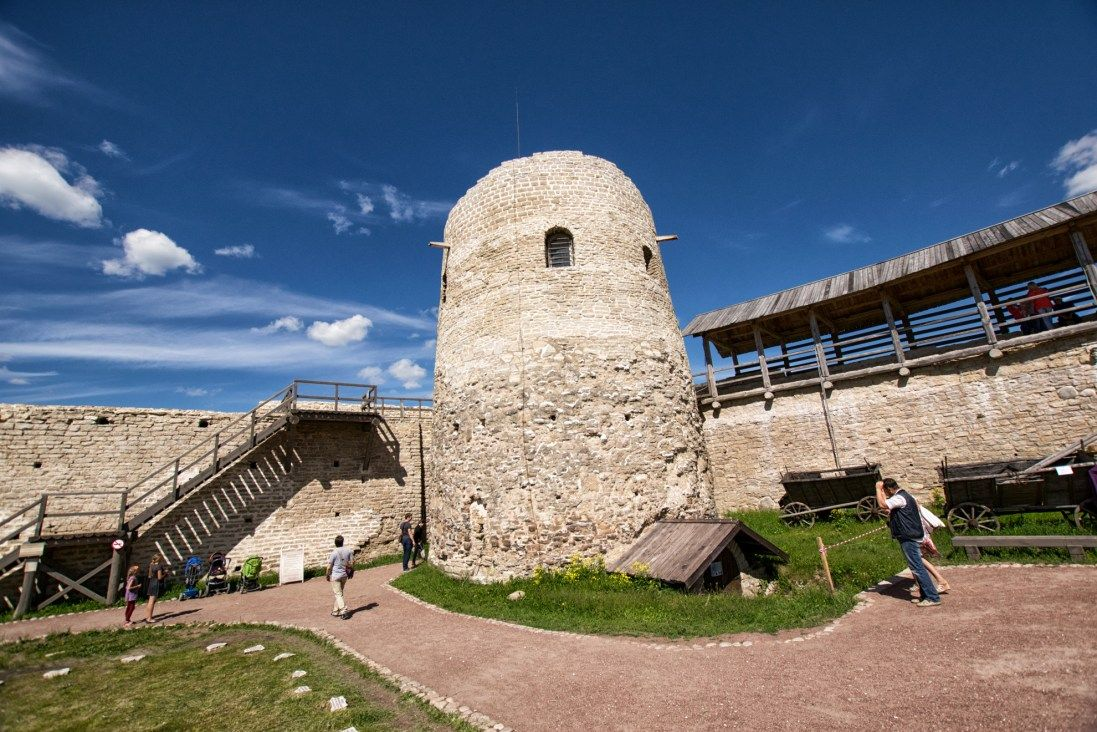
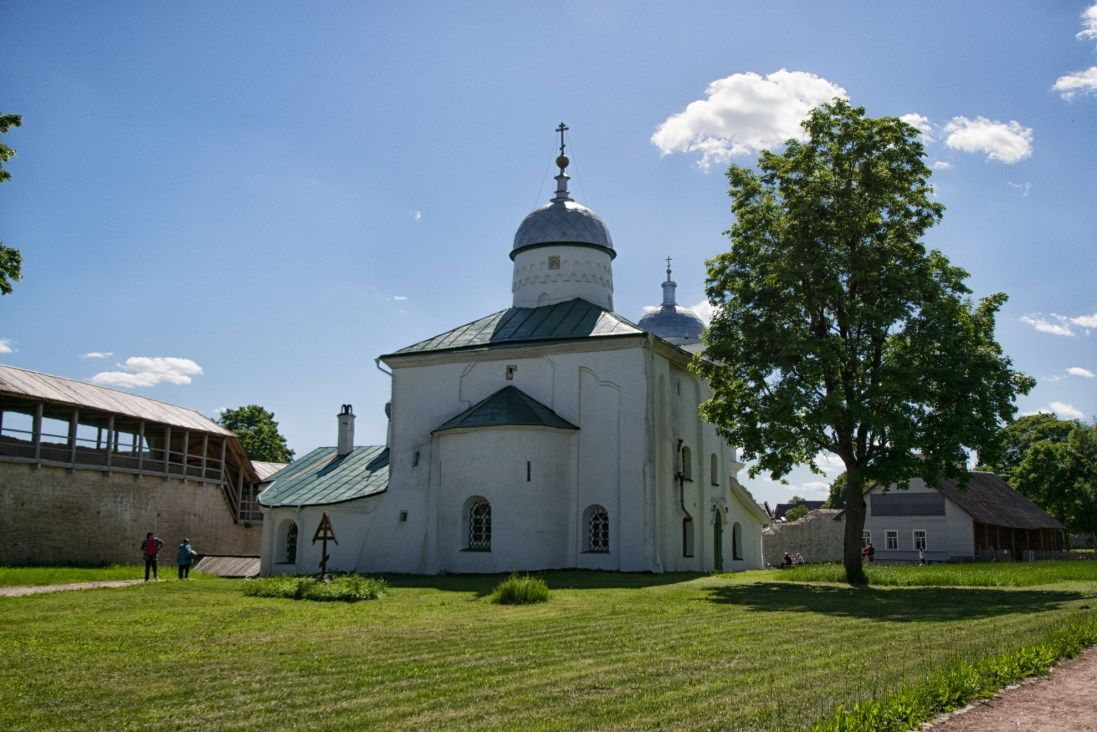
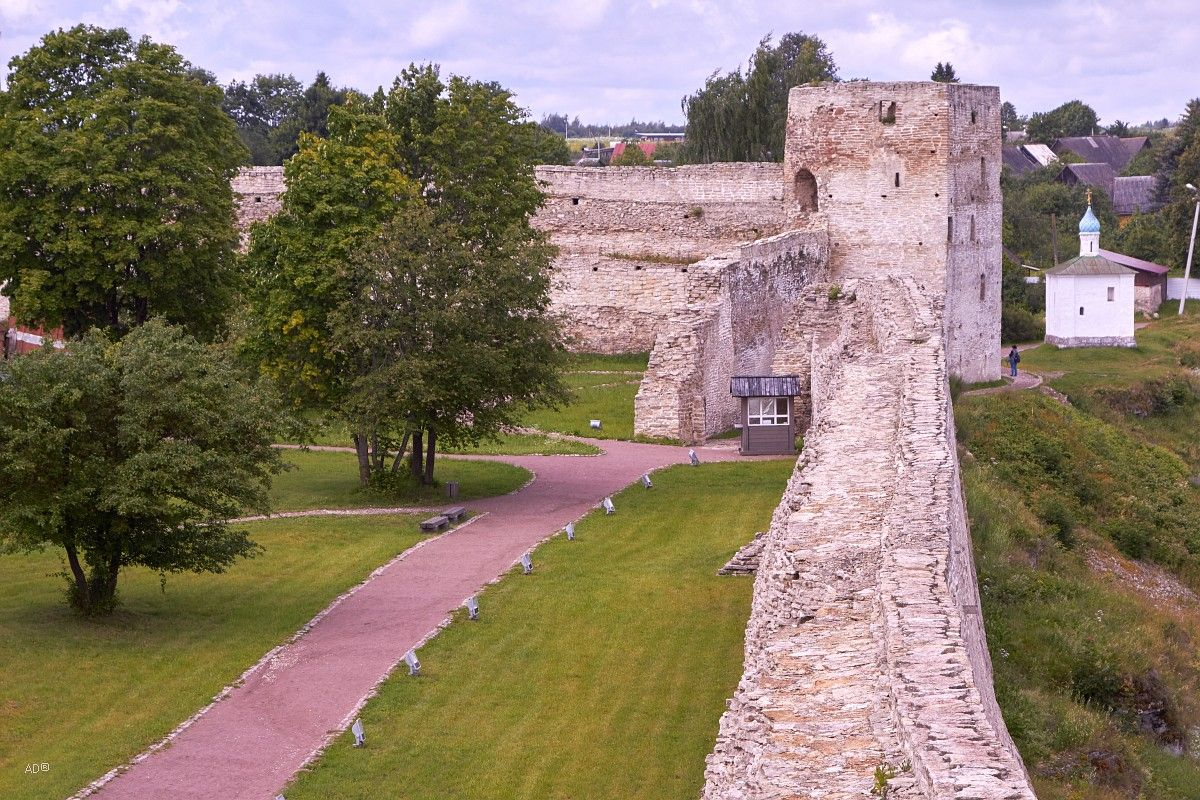
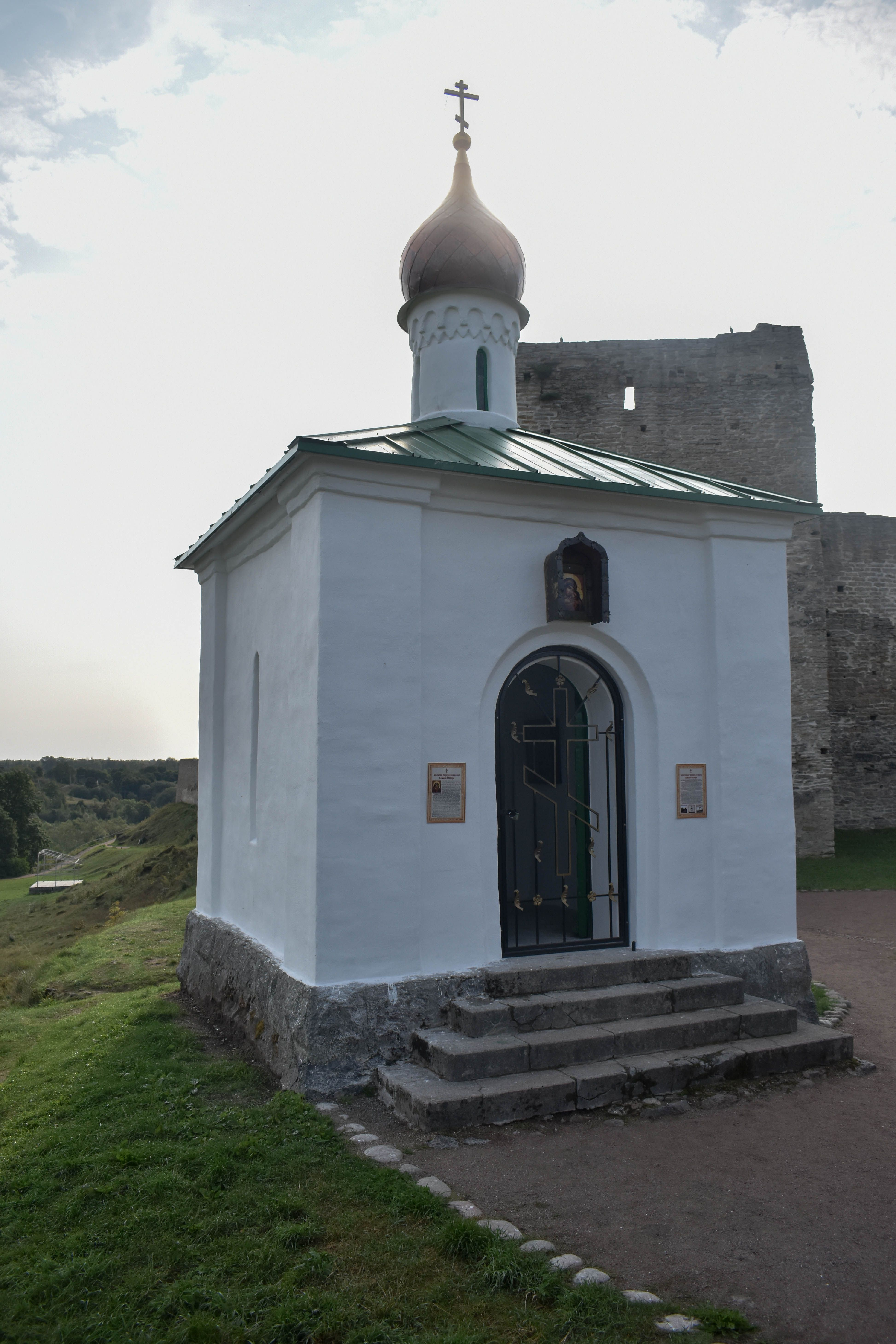
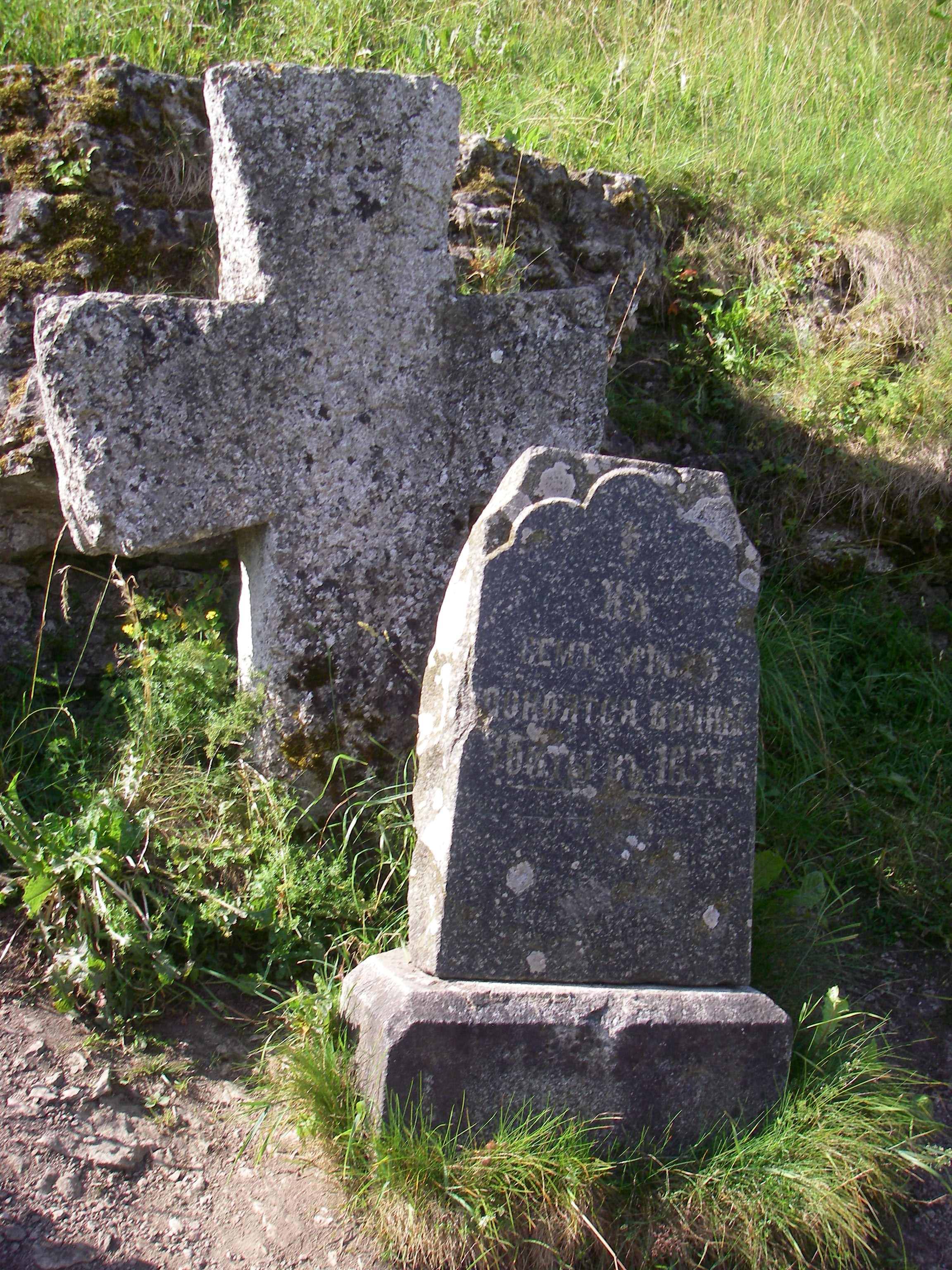
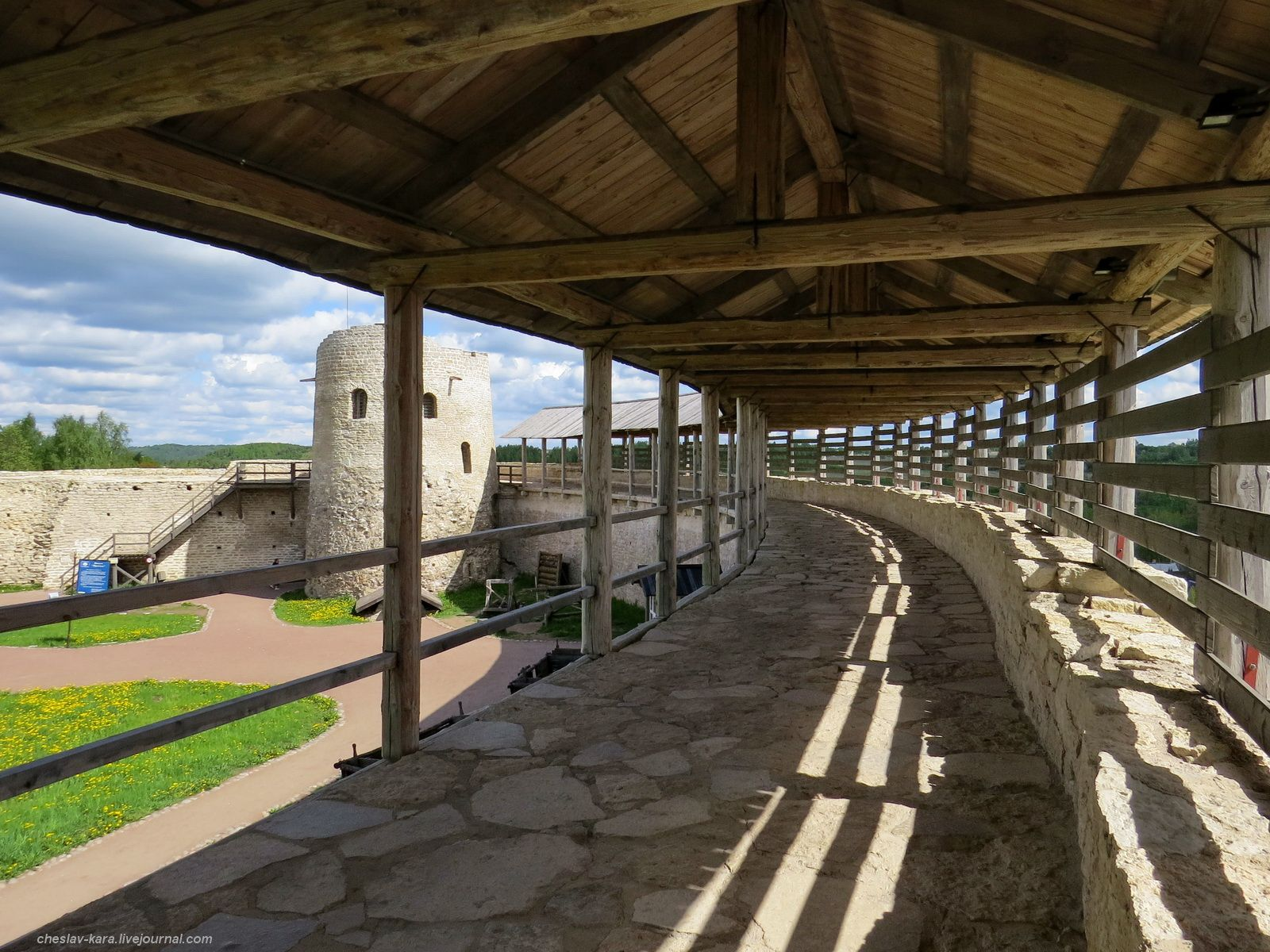
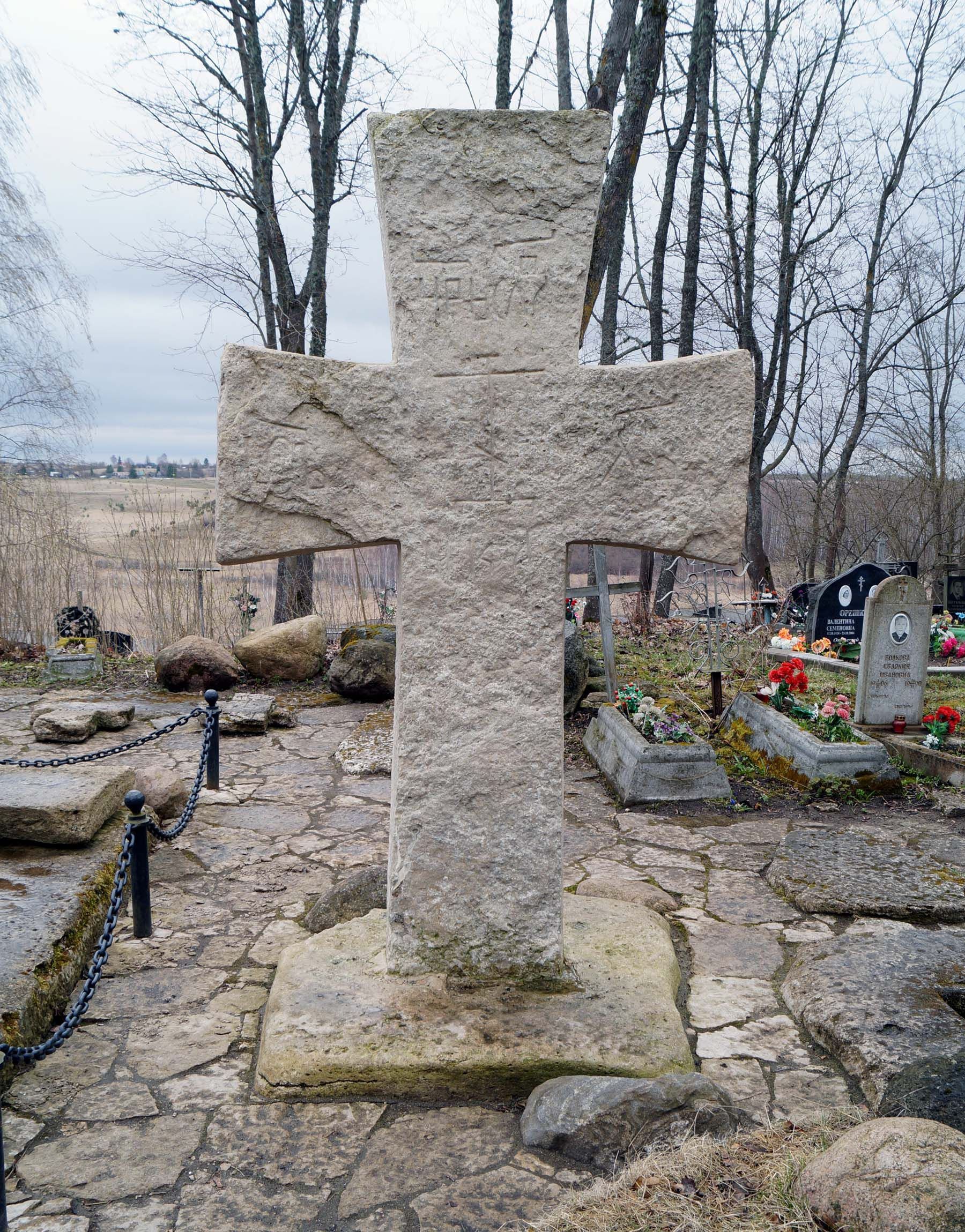
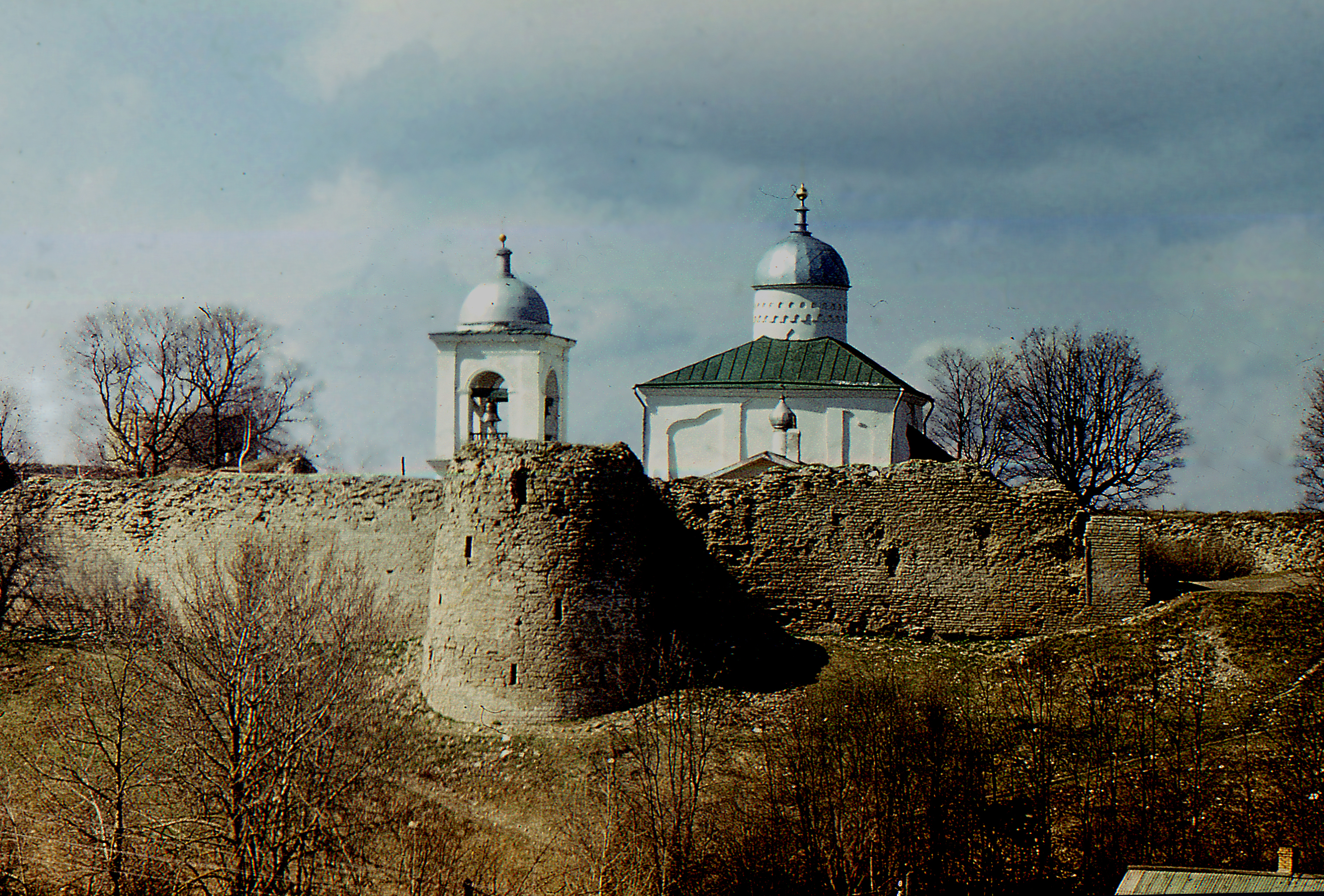

### Никольский собор
Внутри крепости, у главного входа, расположен Никольский собор — памятник архитектуры первой половины XIV века. в Псковских летописях собор впервые упоминается под 1341 годом. В XVI—XVII веке к собору с юга пристраивается бесстолпный придел Спаса Преображения. В 1849 году на месте небольшого притвора с западной стороны была сооружена колокольня, которая сменила обветшавшую звонницу на Колокольной башне. Храм является действующим с момента освящения по настоящее время. С 1920 по 1940 год являлся старейшим православным храмом в Эстонской Республике.

### Труворово городище
- Церковь Николы на Городище
- Древние каменные кресты на кладбище

### Словенские ключи

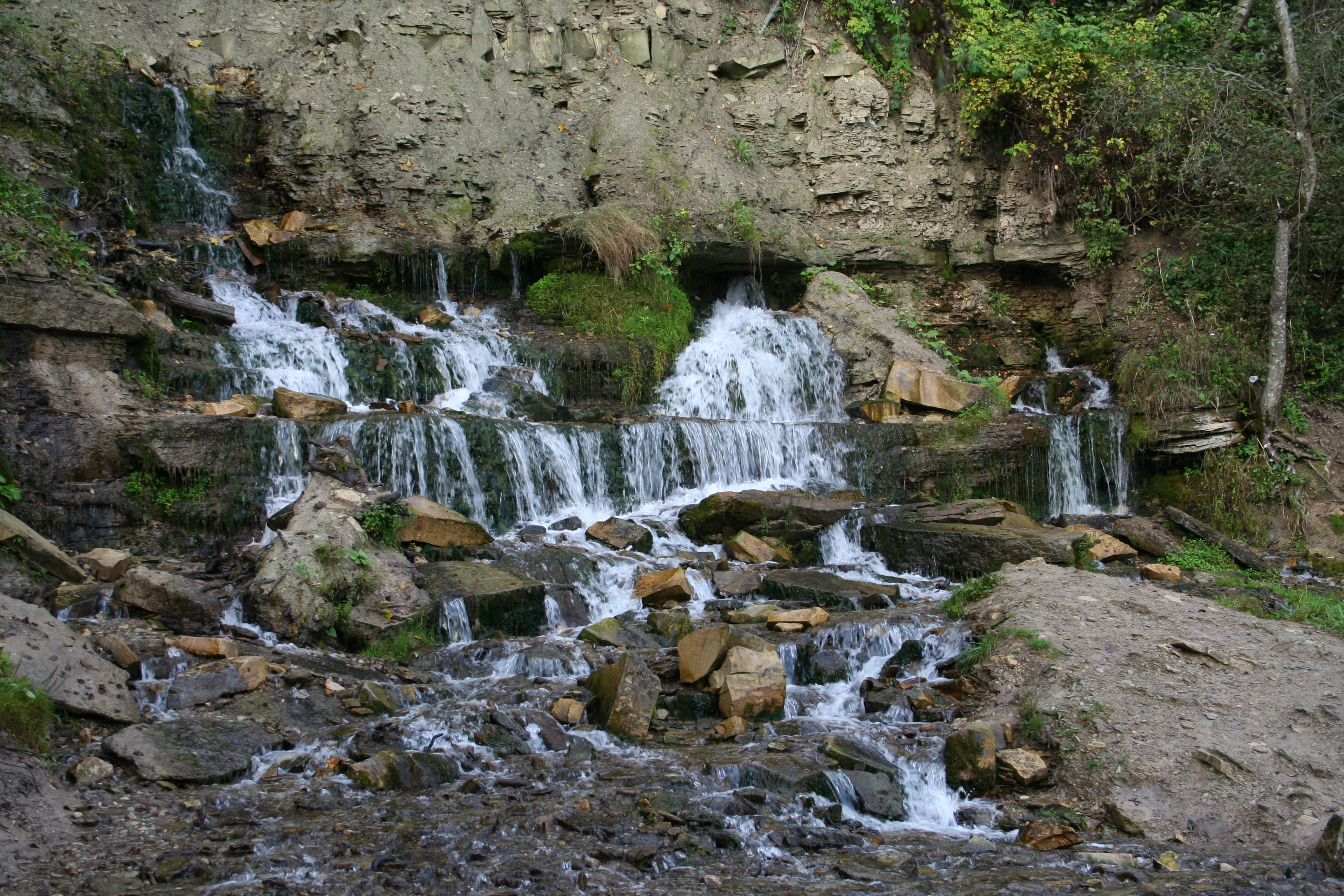
Словенские ключи

Находятся недалеко от Изборской крепости на береговой террасе Городищенского озера, иногда назывались ключами Двенадцати апостолов. Первое письменное упоминание об этих источниках относится к семнадцатому веку. В «Книге Большому чертежу» (первом географическом описании земли Русской) сказано, что: «от Пскова в тридцати верстах к западу, город Изборск стоит на Словенских ключах». Источники карстово-трещинного типа. Забор воды осуществляется на территории трёх-четырёх километров. Проходя через известняк и слои глины, вода фильтруется, очищается, но в ней остается много кальция и минеральных солей. Минерализация воды достаточно велика, как и мощность источников, ежесекундно выбрасывающих до четырёх литров воды.
Словенские ключи являются православной святыней. Ежегодно освящаются в светлую седмицу, в день празднования православной церковью иконы Божьей Матери «Живоносный источник».

## Государственный музей-заповедник «Изборск»
Музей в Изборске был создан по инициативе местных жителей в 1964 году. Работал на общественных началах. Первым директором стал краевед Сергей Алексеевич Щербаков. С первых дней в музей стали поступать археологические артефакты — находки изборян, предметы быта, документальные материалы. С музеем тесно связано имя профессора Российской академии наук, академика Валентина Васильевича Седова, под руководством которого с 1971 года в Изборске начались планомерные археологические исследования древнерусского городского поселения и была собрана уникальная коллекция археологических предметов, ставшая основой фондового собрания музея. С 1979 г. музей стал именоваться Музеем оборонного зодчества, который возглавил Леонид Николаевич Панов в 1982 г. Его стараниями в 1993 г. музей становится самостоятельным, получает статус юридического лица. В 1996 году в соответствии с Постановлением Правительства Российской Федерации № 43 «О мерах по сохранению историко-культурного и природного наследия Изборско-Мальской долины в Псковской области» создан Государственный историко-архитектурный и природно-ландшафтный музей-заповедник «Изборск» площадью 7734 га. На его территории расположен 181 памятник истории, археологии, культовой и гражданской архитектуры, природы, 12 имеют федеральное значение. В составе музея-заповедника «Изборск» — филиал «Музей истории города Печоры» и музей-усадьба народа сето в д. Сигово.

## Изборск в искусстве
- В 1903—1904 году Николай Рерих со своей женой совершили поездку по древнерусским городам, изучая памятники зодчества, фрески и иконы. Посетив Изборск, художник был заворожён красотой здешних мест. В своём дневнике он записал[16]:

Красивейшее место подле Изборска, на берегу озера…

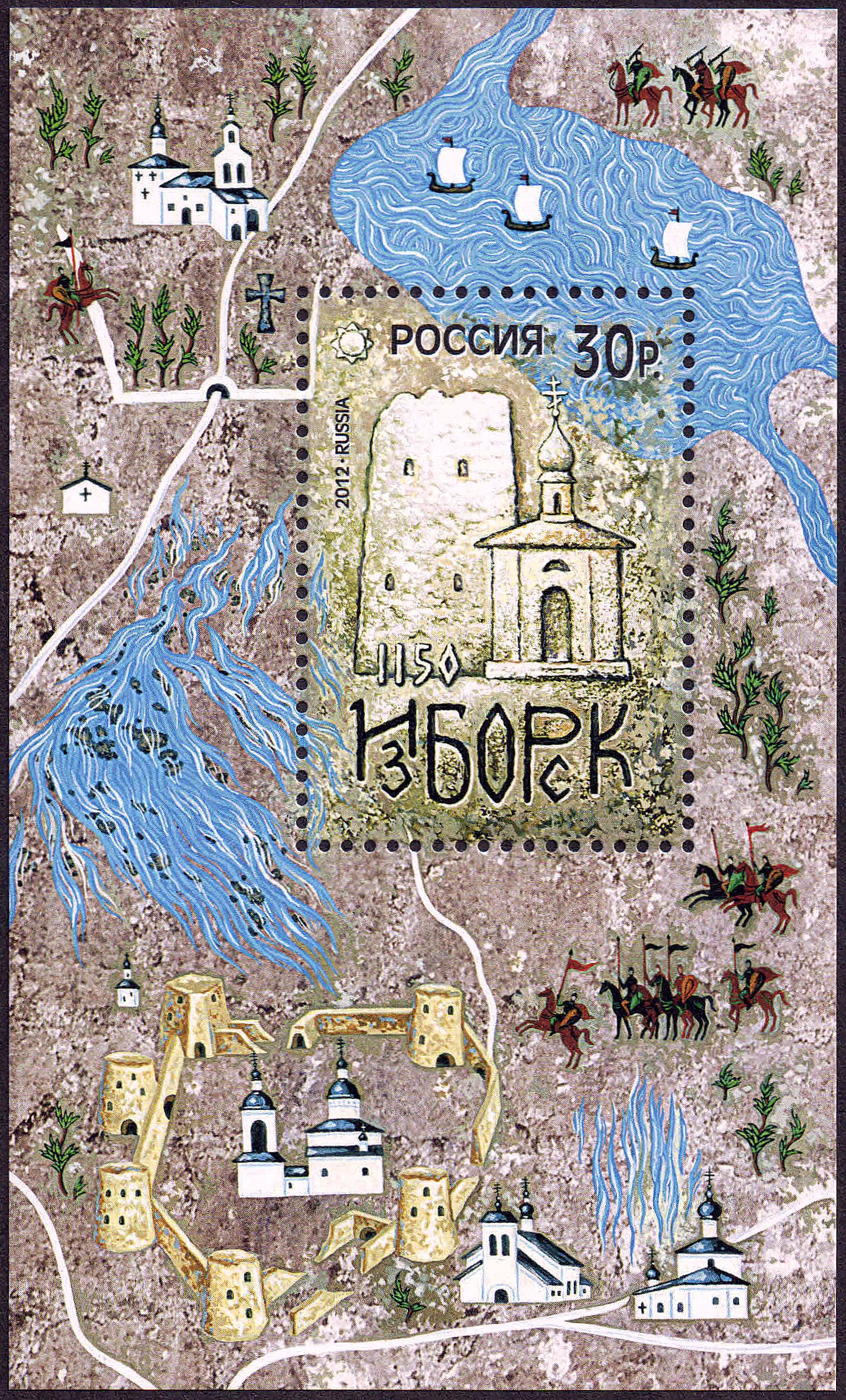
Почтовый блок, выпущенный Почтой России в ознаменование 1150-летия Изборска.

Здесь он написал несколько картин, в числе которых «Башни» и «Крест на Труворовом городище». Главное место занимал Изборск в творчестве местного художника Павла Дмитриевича Мельникова. Более 200 работ, посвящённых родному городу, остались после его смерти.
- Изборск упоминается в книге Владимира Свержина «Крестовый поход восвояси».
- Уроженец Изборска (в далёком будущем) — мастер-капитан Алекс Романов, главный герой романа «Геном» одноимённой трилогии Сергея Лукьяненко.
- В 2016 году художник Максимов Е. Н. написал одноимённую картину «Изборск».

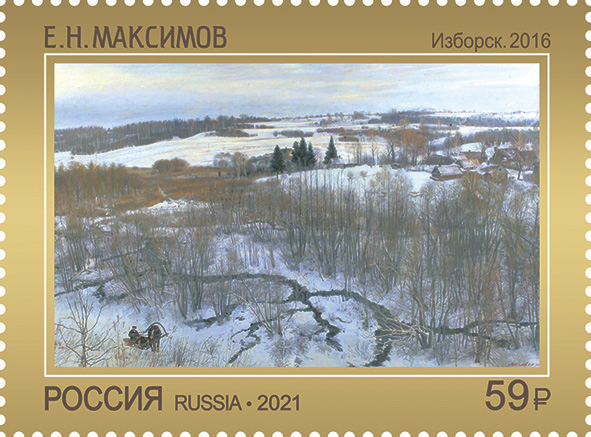
Почтовая марка. Серия «Современное искусство России». Картина Е. Н. Максимова «Изборск» (2016)

## Празднование 1150-летия
8—10 сентября 2012 года состоялось празднование юбилея Изборска на основании Указа Президента РФ «О праздновании 1150-летия основания Изборсκа» от 7 июня 2010 года. К празднованию 1150-летия основания Изборска была выполнена реставрация ансамбля Изборской крепости XIV века, отреставрированы купеческие дома, в которых созданы музейные экспозиции: «Изборская палата Русской словесности и Православной веры», «Летопись древнего города Изборска: от начала России до Полтавской баталии», «Изборская земля — святые места для русской культуры», Экспозиция «Русские и сето. Одна земля — общая история».

## Изборский клуб
В дни празднования 1150-летия Изборска 8 сентября 2012 года в Приказных палатах Псковского Кремля был открыт экспертный «Изборский клуб».
Клуб объединил политологов, философов, общественных деятелей, журналистов, духовенство, разделяющих идею укрепления российской государственности. В работе клуба приняли участие Александр Проханов, Александр Дугин, Леонид Ивашов, архимандрит Тихон Шевкунов, Сергей Черняховский, Андрей Фурсов, Михаил Делягин, Наталья Нарочницкая, Владимир Мединский, губернатор Псковской области Андрей Турчак.

## Гостиничный комплекс Изборск
Создан в 2010 году на базе купеческих усадеб Белянина и Гаршнека (1908), выкупленных у государства. Сохранены пространственная композиция усадеб, фасады, строительные объёмы. Удалось сохранить стены первых этажей (бут, толщина 1 м). Комплекс расположен на Печорской улице, 11—13 в 300 м от Изборской крепости.

## Изображения

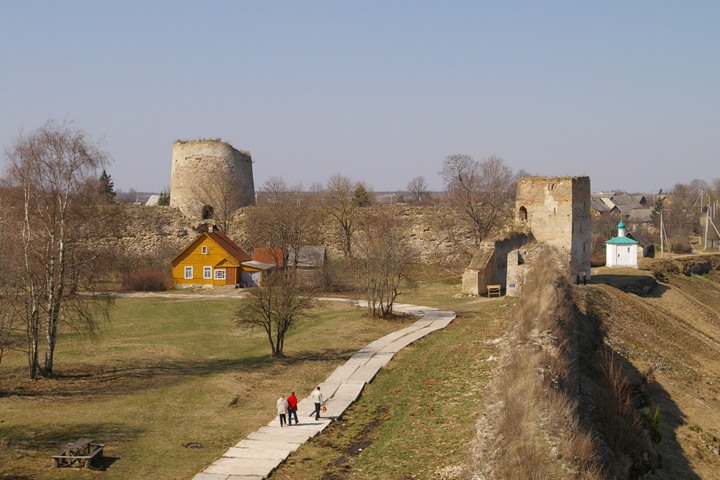
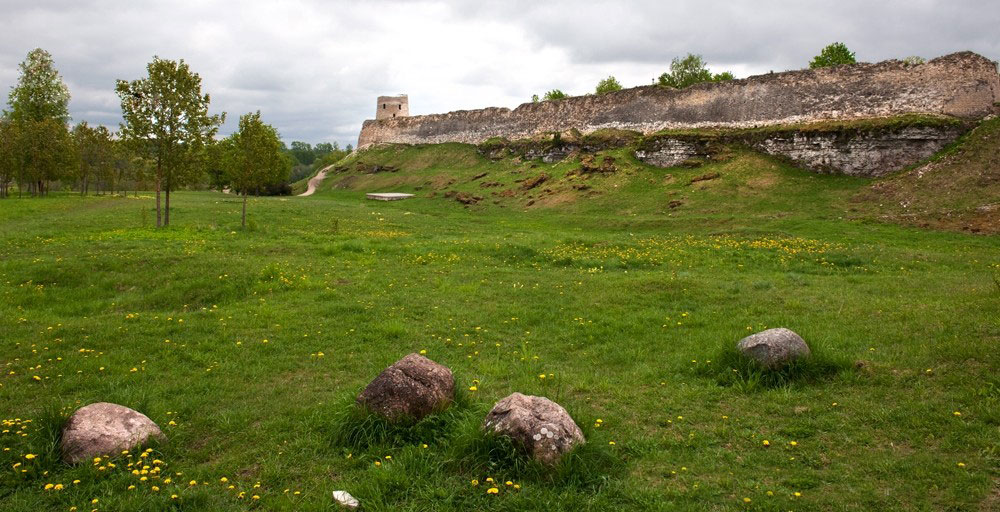
Крепостная стена
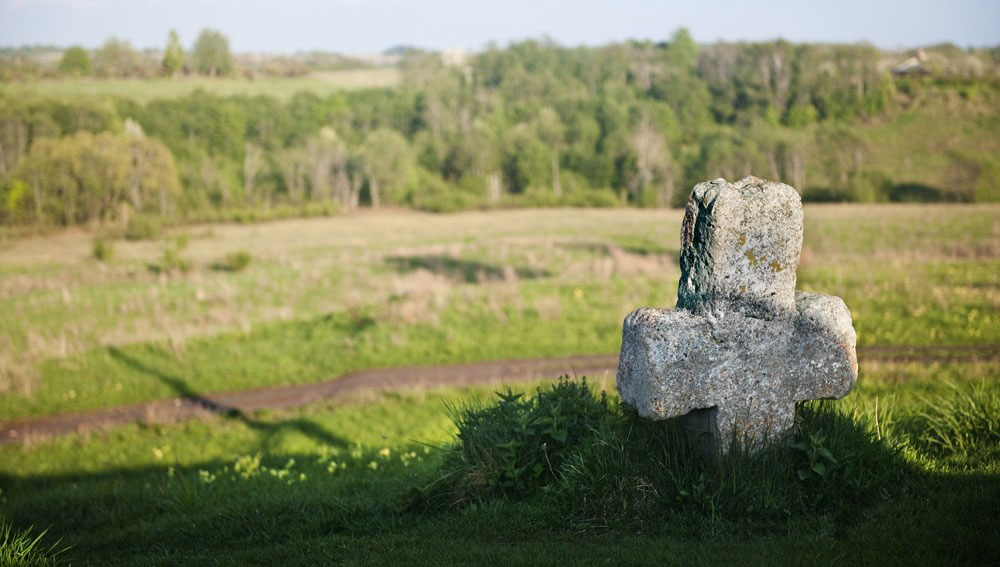
Крест около крепости
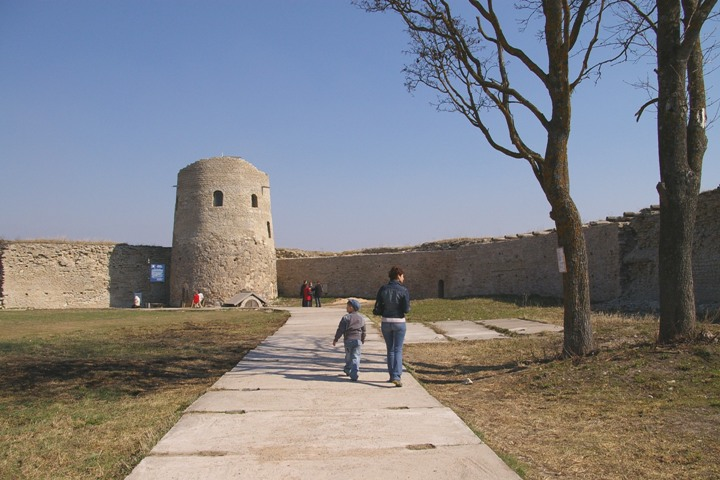
Внутри крепости
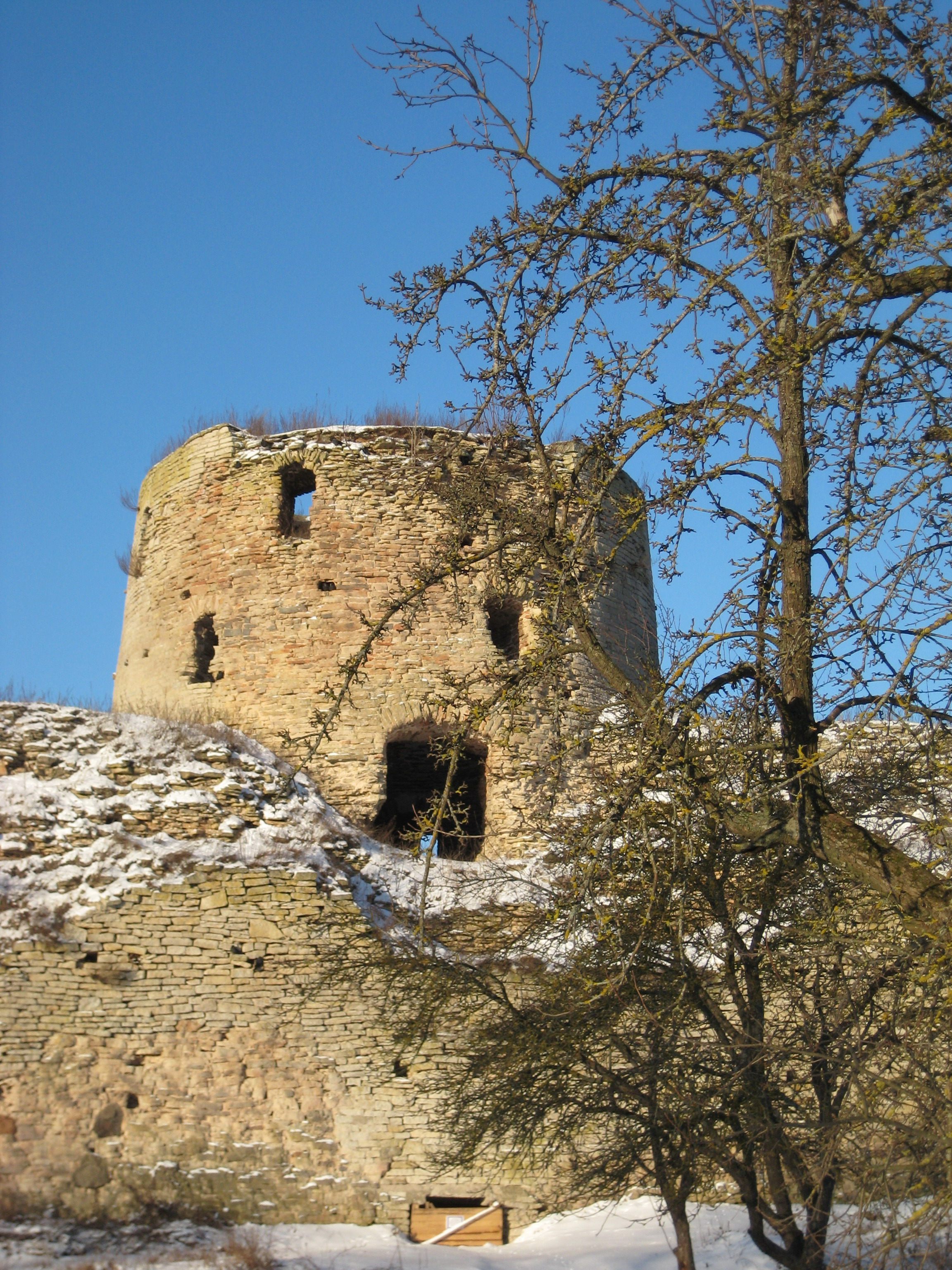
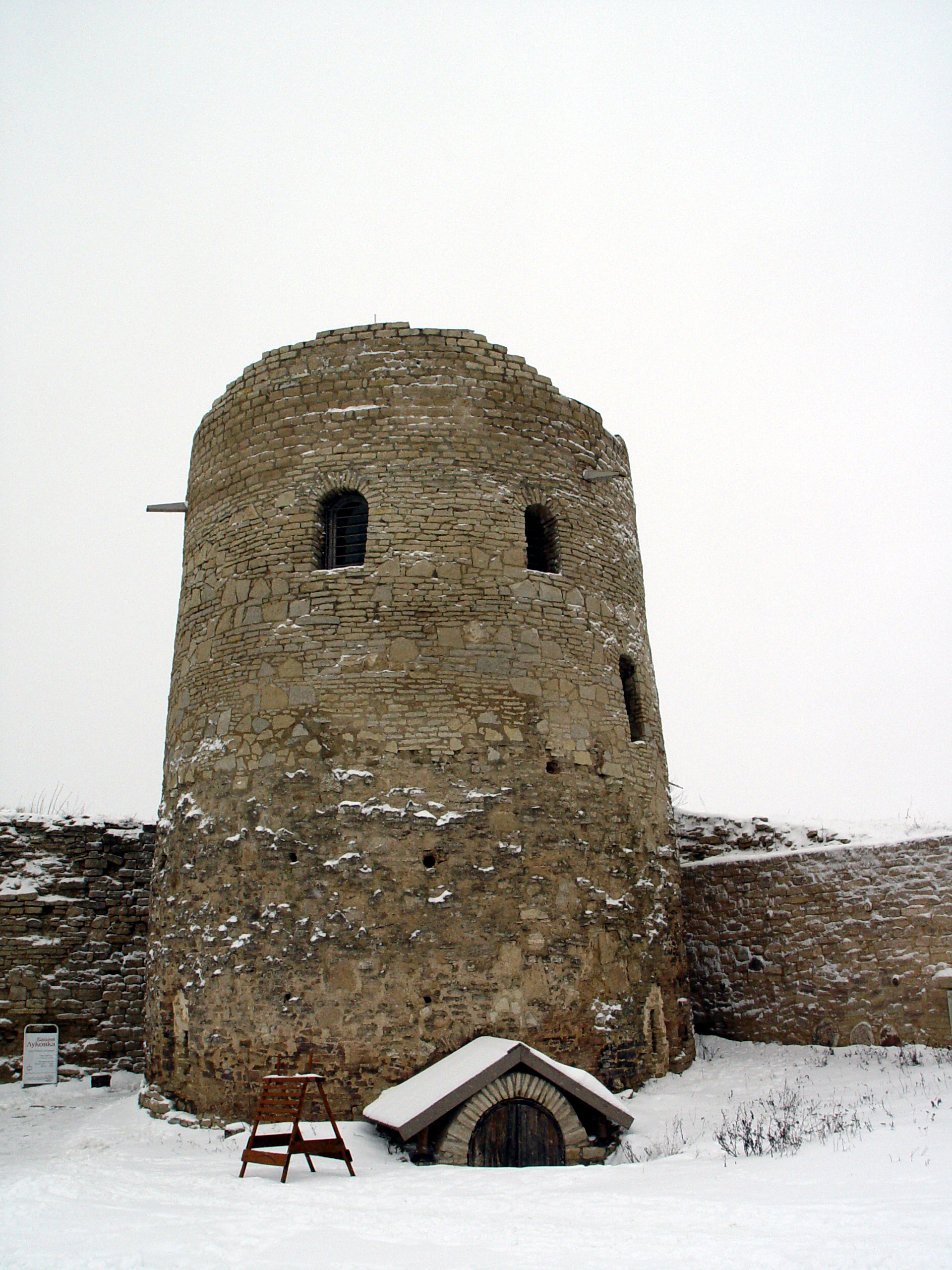
Башня Луковка
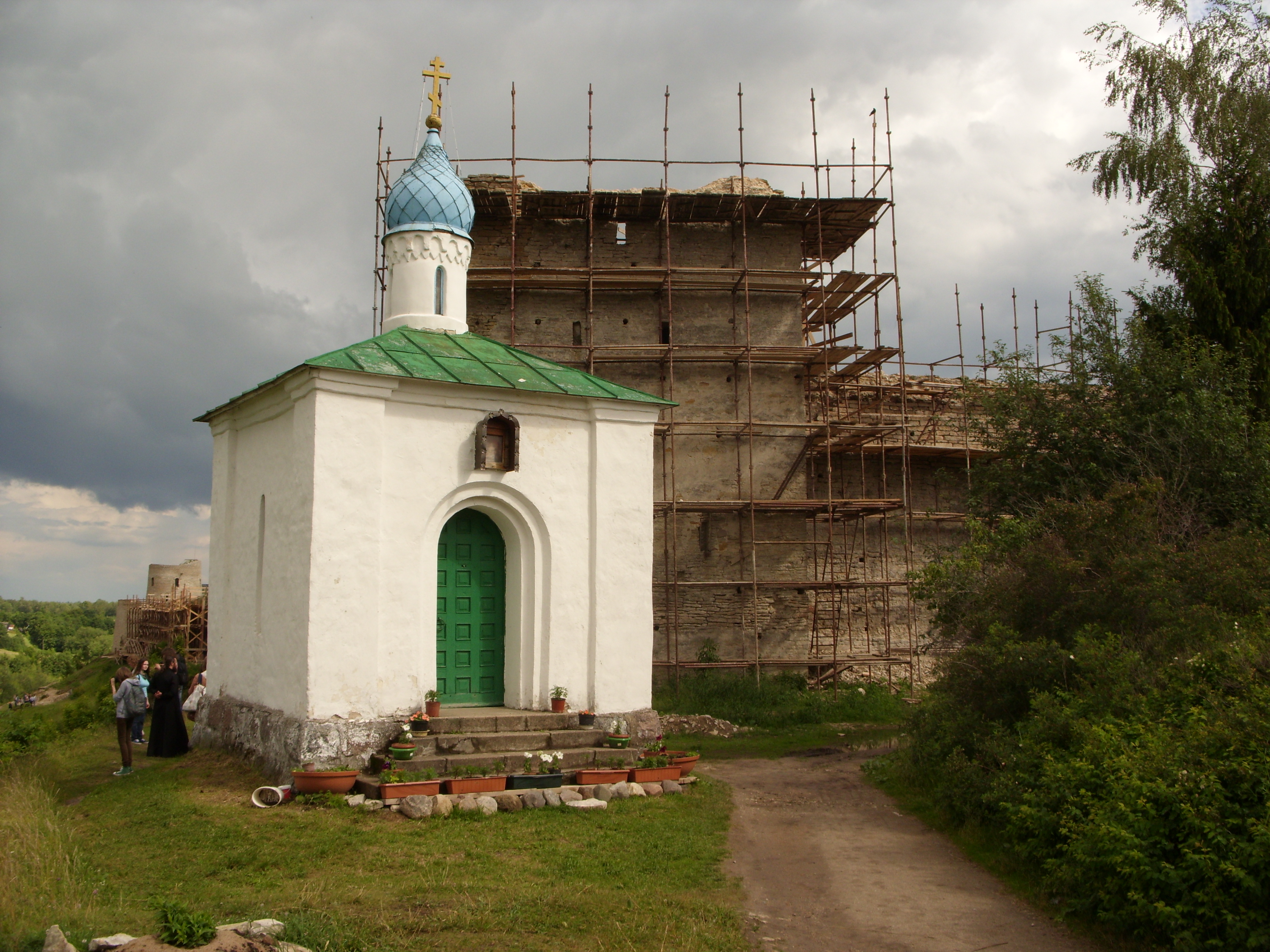
Корсунская часовня
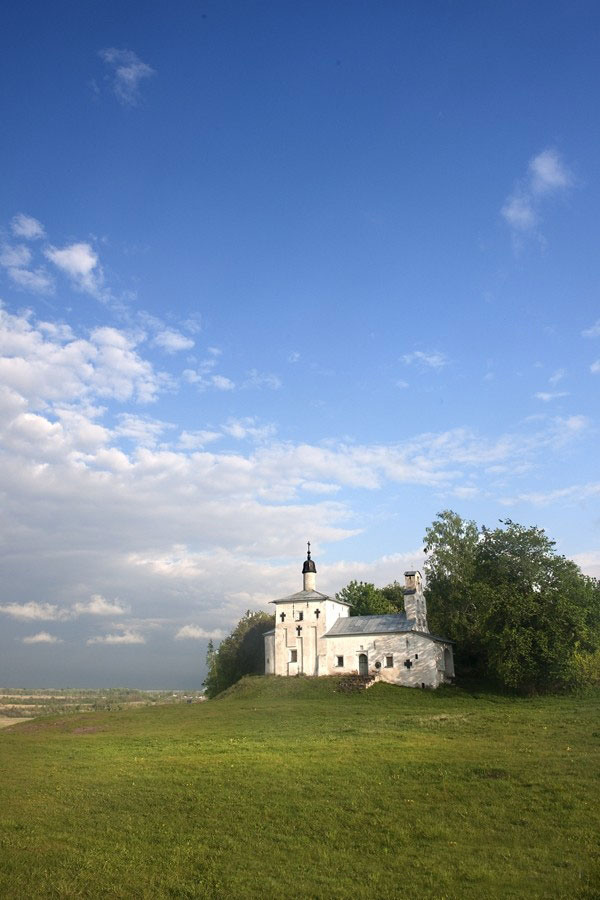
Церковь Николы на Городище
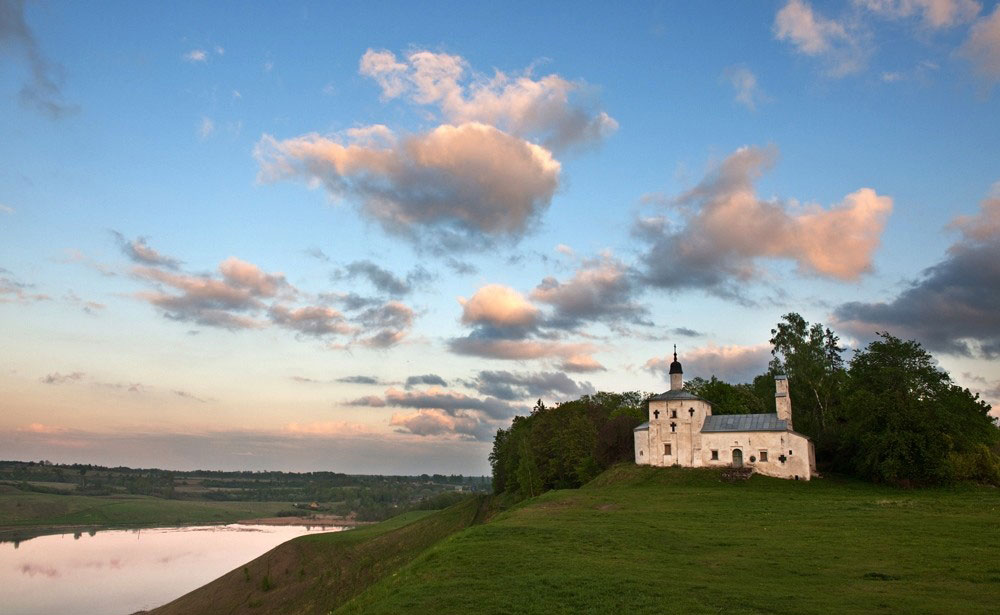
Церковь Николы на Городище
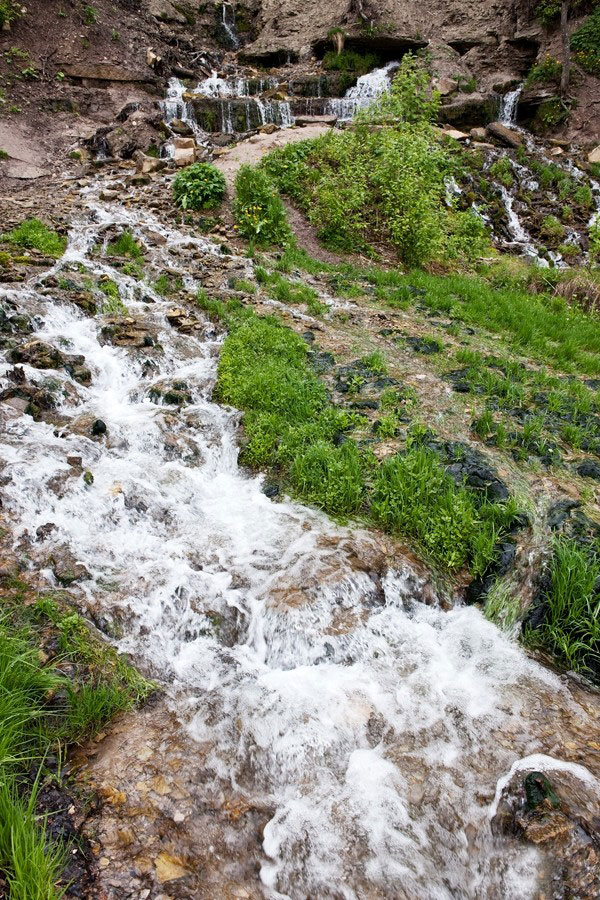
Словенские ключи
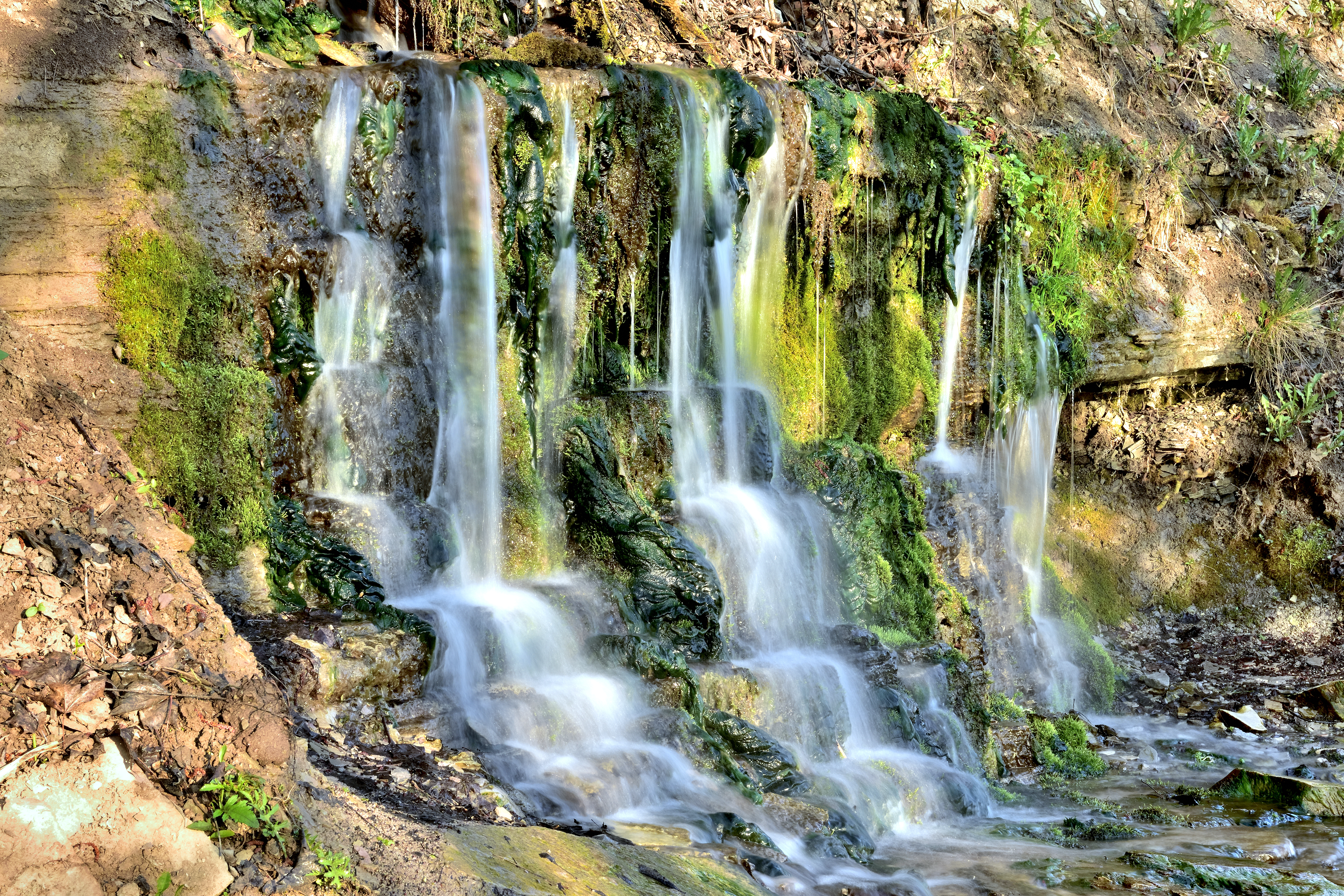
Словенские ключи на рассвете

### Изборская долина

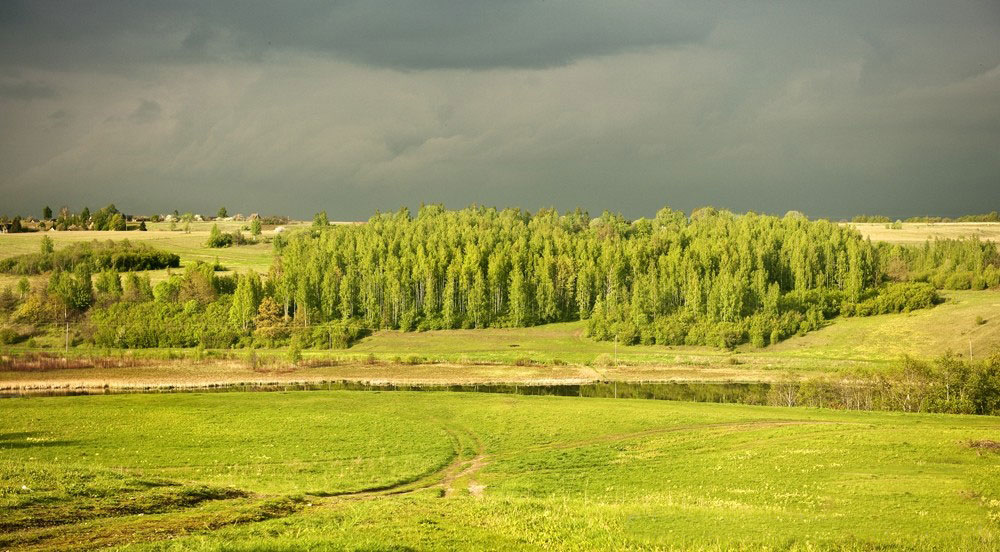
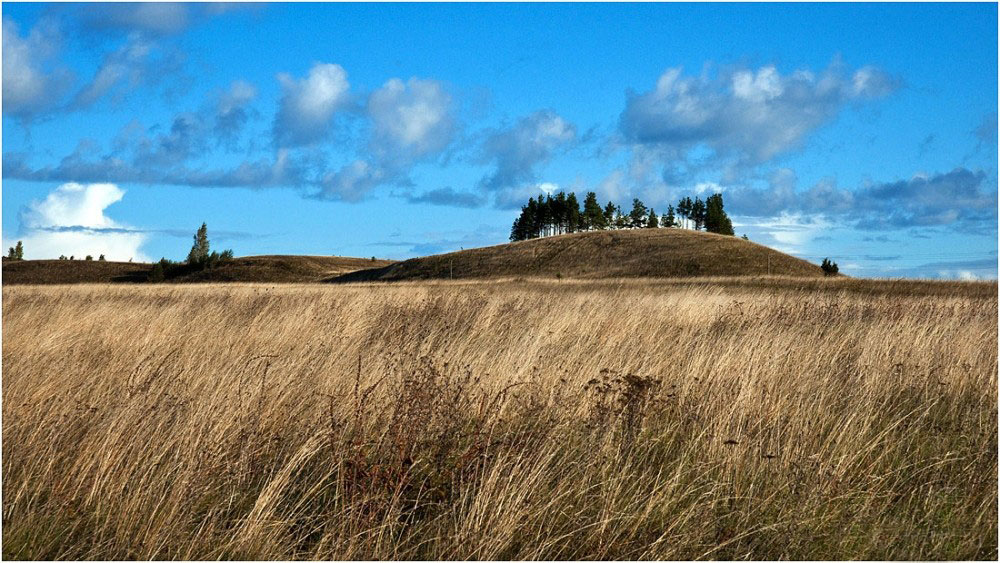
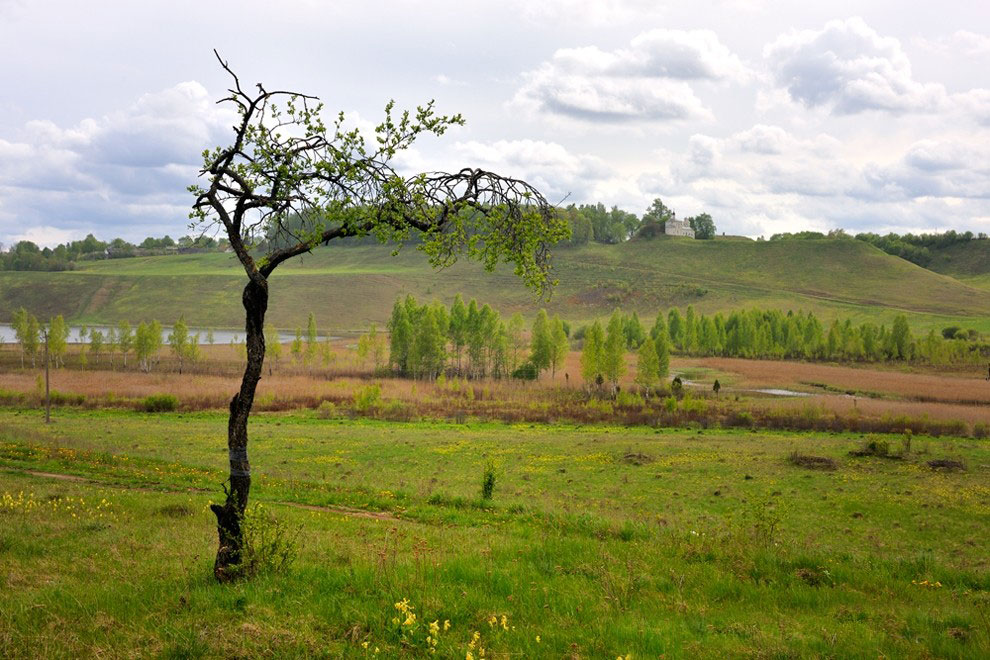
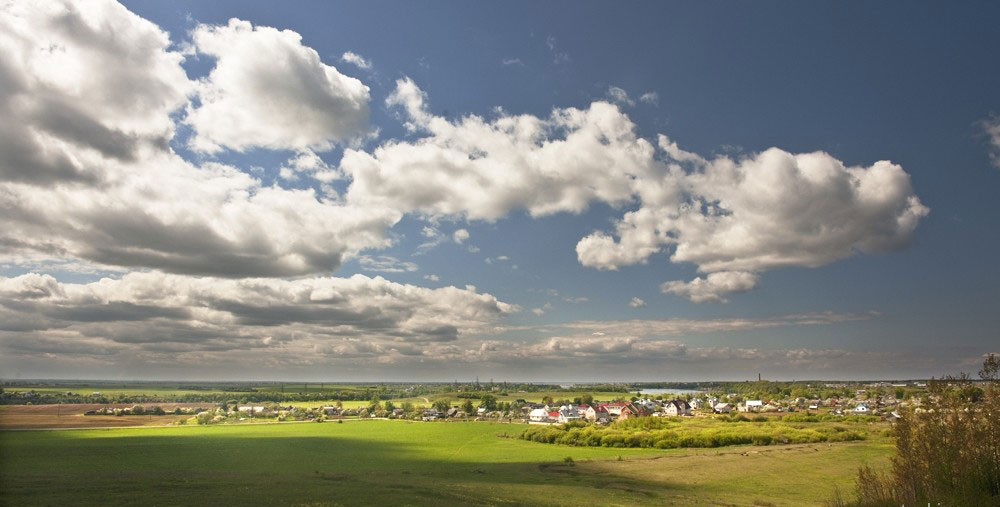
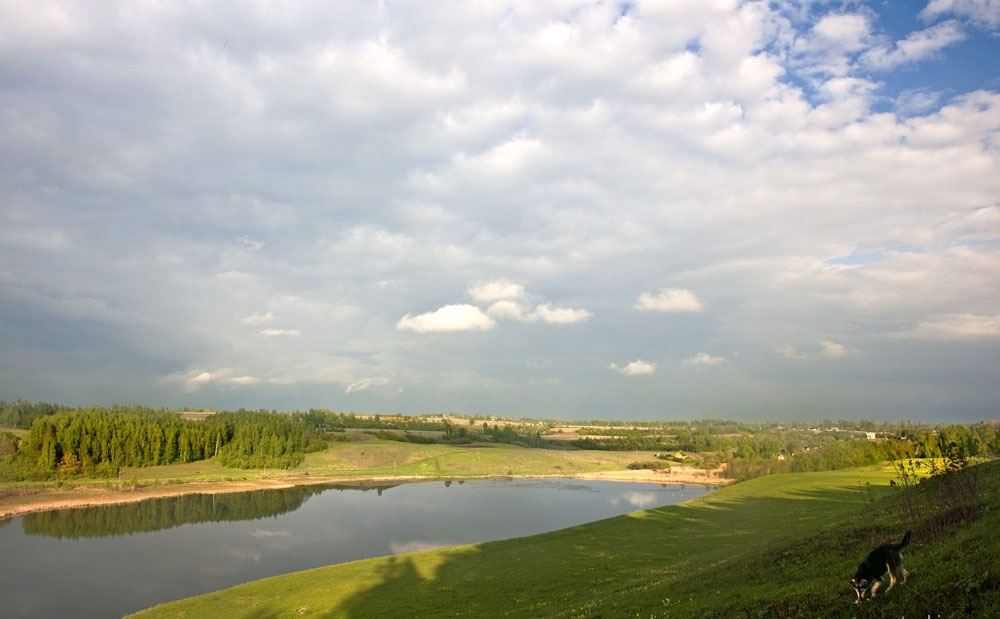
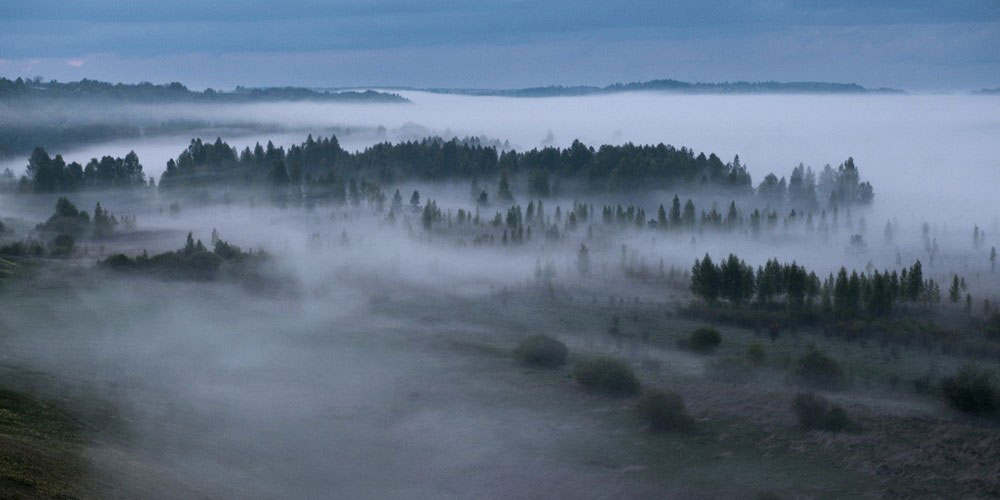
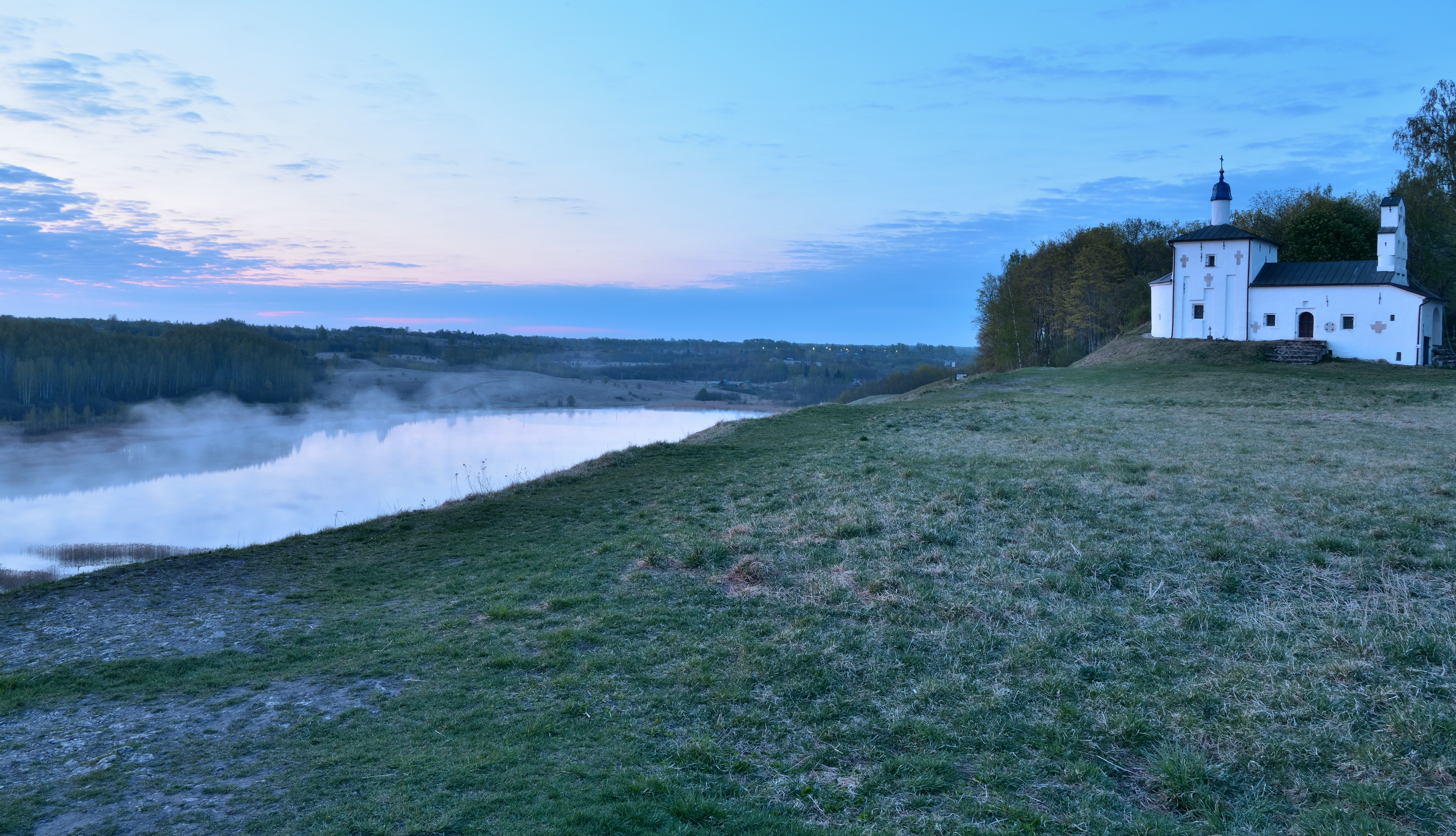
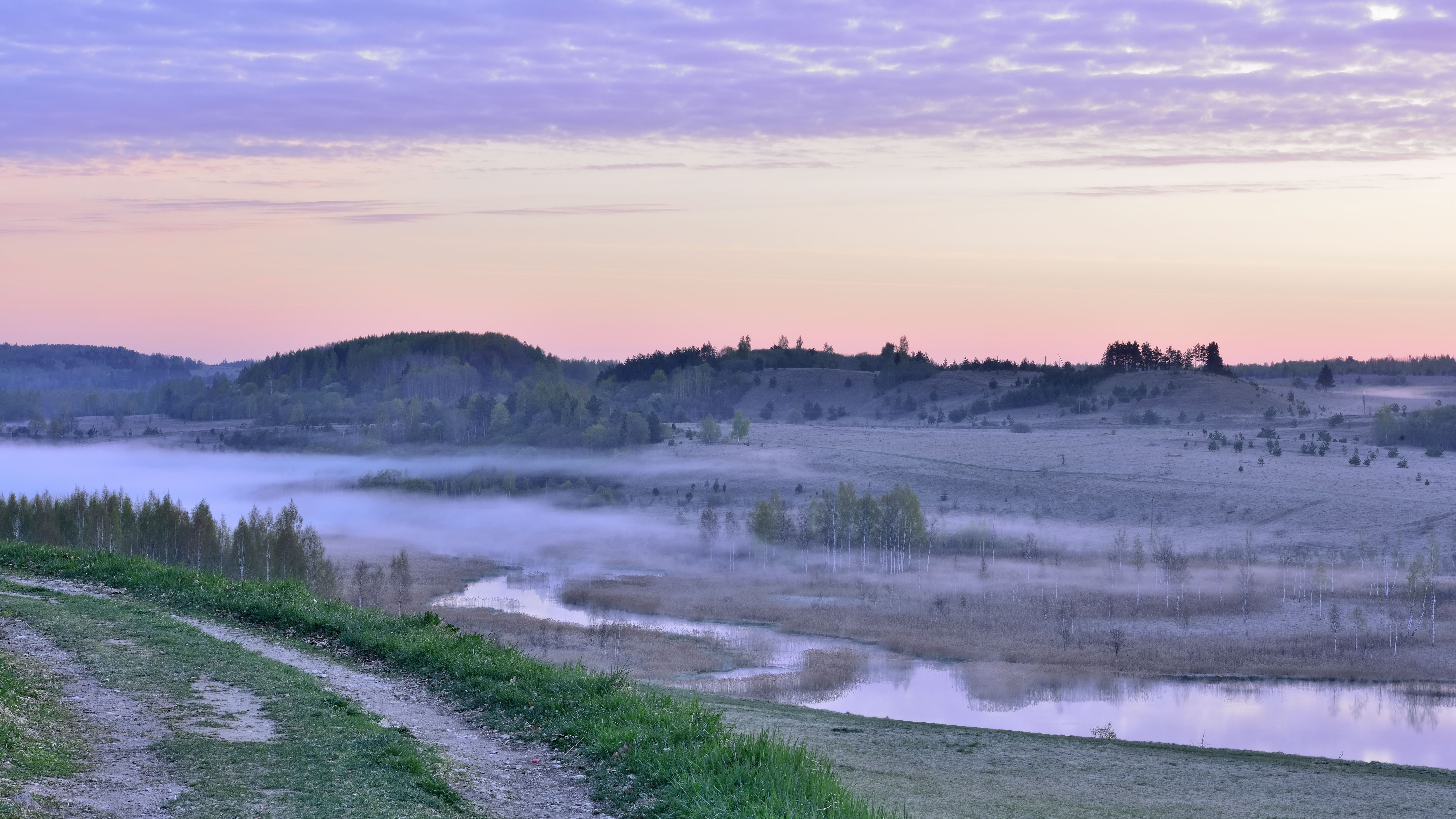
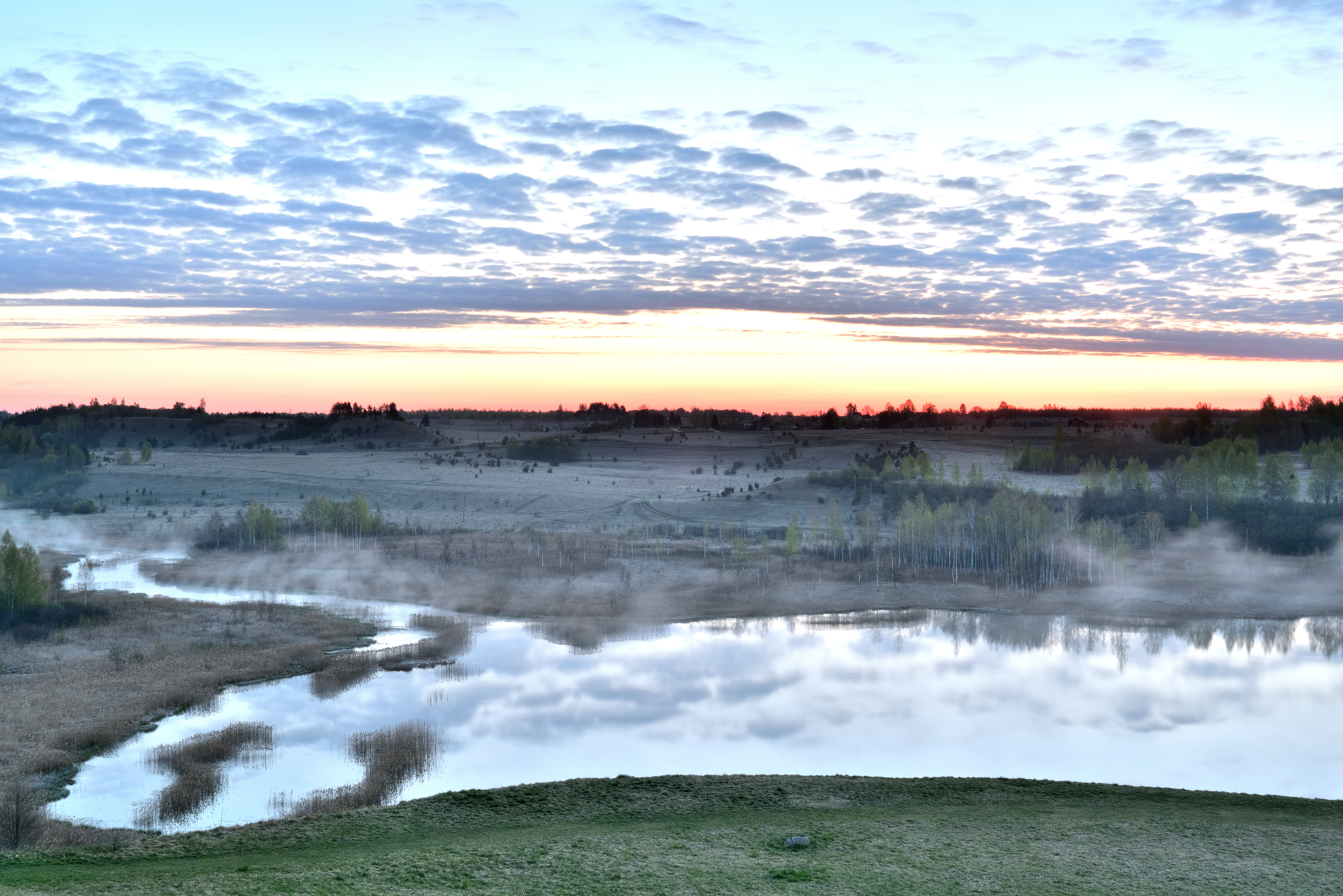
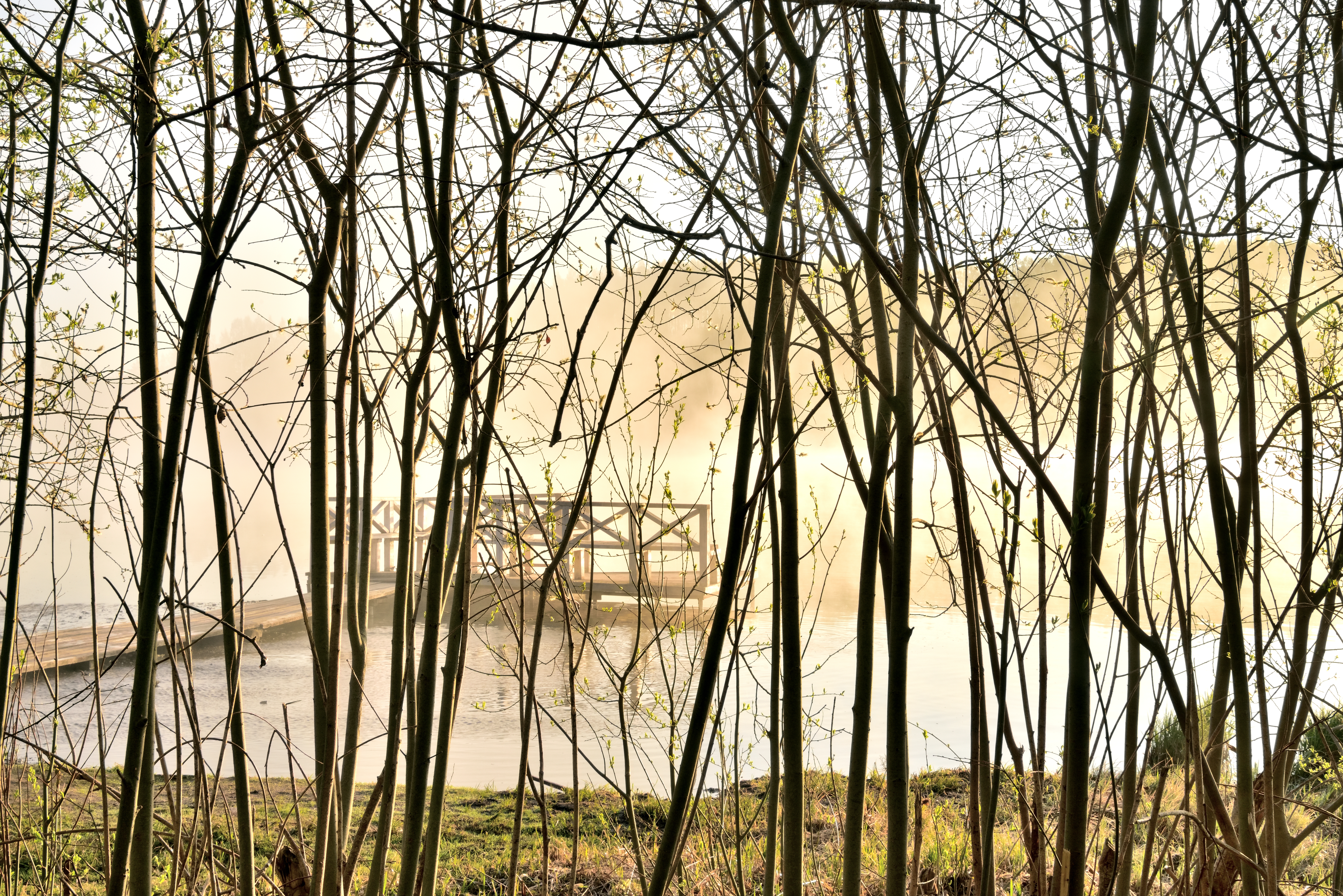
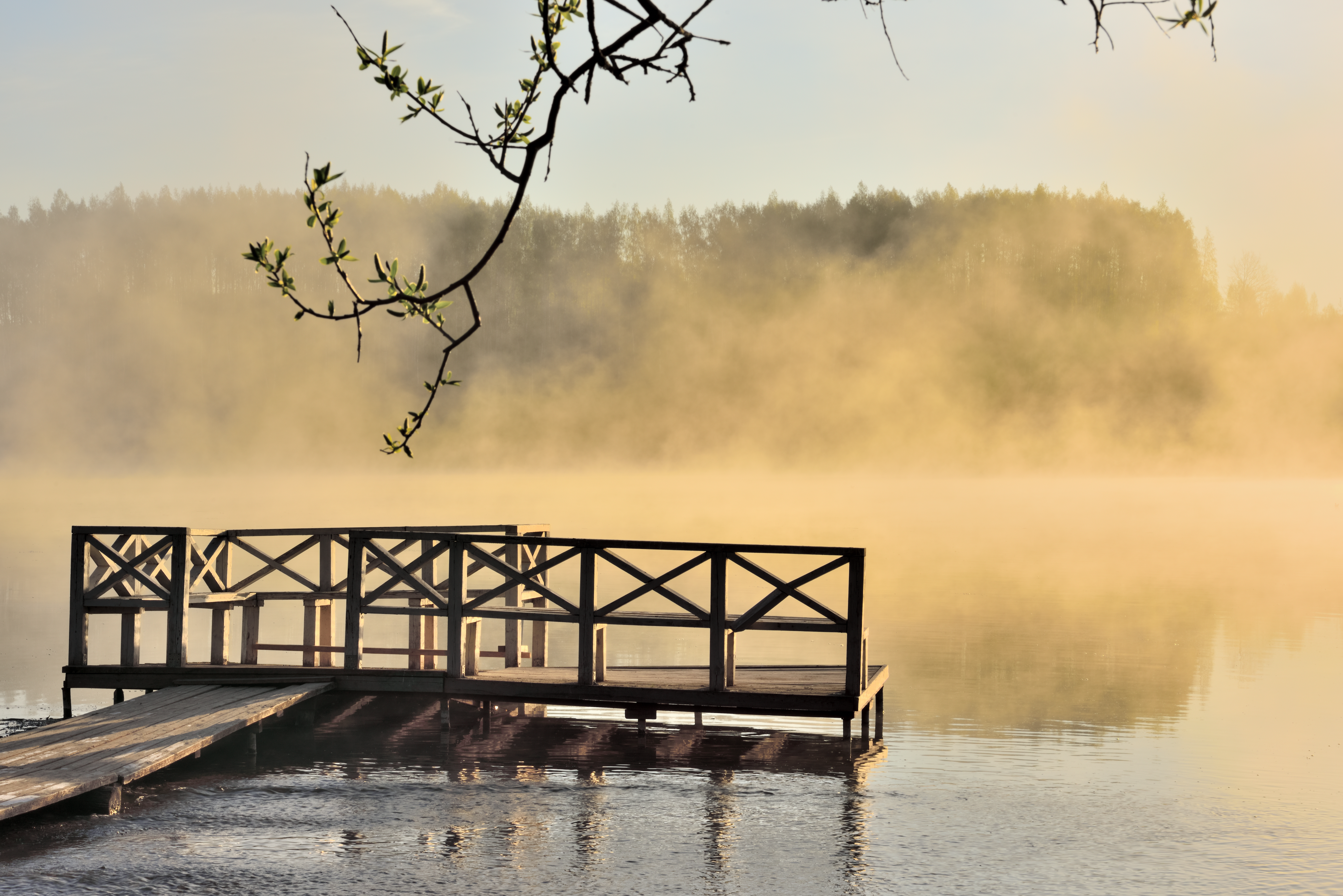